# 国鉄101系電車
国鉄101系電車（こくてつ101けいでんしゃ）は、1957年（昭和32年）に登場した日本国有鉄道（国鉄）の直流通勤形電車。国鉄で初めての新性能電車である。
登場当時はモハ90系電車と称していたが、1959年の称号改正に伴い、101系と改称された。

## 概要
国鉄の電車として初めて中空軸平行カルダン駆動方式などの近代的メカニズムを搭載し、いわゆる「新性能電車」のはしりとなった系列で、この基本システムは、1980年代前半に至るまでの国鉄電車に広く応用された。
車体は切妻形で運転台は傾斜した平面3枚窓のシンプルなデザイン、両開き4扉を持つ軽量構造の全金属車体、客室の座席配置は扉間7人掛け、車端部3人掛けのロングシート、枕ばねと軸箱支持のウイングばねをすべてコイルばねとした台車、直巻整流子電動機、抵抗制御、発電ブレーキ併用の電磁直通ブレーキと、続く103系電車にもほぼ引き継がれた、国鉄通勤形電車の一時代を画した仕様である。また、2両の電動車を不可分の1ユニットとして、1器の主制御器で8個の主電動機を直並列制御し、必要機器を分散して搭載するMM'ユニット方式も以後の基本となった。
また101系は、通勤形電車としては10両編成・2分間隔運転と輸送力増強が頭打ちになっていた中央線快速に投入することを想定して仕様が決められ、従来の旧形電車の加減速の約2倍の性能をもってラッシュ時の運転間隔を短縮することで、輸送力を増強することとされた。
101系と相前後して落成した、日本初の高加減速電車である近鉄6800系電車（ラビットカー）など、私鉄各社でも高性能車と呼ばれる高加減速の電車が続々と登場していたこの時期、開発当初は加減速性能の向上を狙って全電動車方式（オールM編成）を採用したのが大きな特徴である。個々の主電動機の能力を極限まで高めるのではなく、全車両を電動車として編成全体の出力を高める方針が取られたため、主電動機は高回転型で小型軽量となり、国鉄が製造するすべての電車に共通して用いられる、標準形のMT46A形が開発された。
しかし、この構想は以下に詳述の通り、電力設備等の問題により変更を迫られ、後に、例えば電動車6両に付随車を2 - 4両連結するような運用となったが、当然ながら初期の性能は発揮できず、費用対効果の問題から、より経済的な103系電車が後継として開発され、国鉄の標準通勤電車の座を譲ることになった。これらの事情から、国鉄ではカルダン駆動の車両を「高性能車」と呼ぶのをやめ、「新性能車」と呼ぶようになった。

### 導入の経緯
1953年（昭和28年）以降、大手私鉄では旧来の吊り掛け駆動方式から脱却して新世代のカルダン駆動方式を採用した高性能な通勤電車が開発され、1954年以降に各社ともに増備して通勤輸送の質的改善に成果を上げていた。しかし、短距離電車製造が中心の大手私鉄と違い、当時の国鉄では電車以外にも1953年度以降の気動車による無煙化、交流電化用車両の設計、貨物輸送増強用車両、軽量客車などの設計を平行して行っていることや、在来線の電車の将来構想や新旧混在の線区での不都合など、今後の方針が明確ではなかったことなどから、通勤用車両は昭和30年代に入っても72系などを継続生産していた。
大都市圏における通勤輸送の激増に対応するには困難な状況になっており、抜本的な対策を迫られ1955年末に新性能通勤電車の開発を始めることになる。当時は国鉄の蒸気機関車で使用している優良炭を産業界に転用することを目的として幹線電化を進めており、1956年11月には東海道本線の全線電化も予定されていたことから新性能電車の設計は通勤輸送用の狭い範囲ではなく、将来的には長距離優等列車の電車化にも主電動機の歯数比を変更するだけで流用可能なようシステムの柔軟性が求められた。このような背景から前述のような形で設計が進められた。
国鉄当局がメーカーに対して試作車の構想として示した要求は下記のようになっている。これらの事項は軒並み実車に盛り込まれている。
1. 全電動車編成で2両1単位の永久連結とする。
2. 主電動機は高速回転の軽量小型で出力100 kW、定格電圧375 V、中空軸平行カルダンとする。
3. 加減速度はそれぞれ3.2・4.0 km/h/sとし、乗客の増減にかかわらず、加減速度を一定に保つ積空制御を行う。
4. ブレーキは電空併用とする。
5. 車体・台車・ギ装の全般に渡り軽量化を行う。
6. 自動ブレーキ以外従来車との連結運転は考えない。

一方、国鉄が各管理局・運転区向けに作成した「モハ90形取扱説明書」では新型電車導入の効果として次の5項目が挙げられている。
1. 運転時隔の短縮により線路容量の増大が可能となり、輸送力の増強を効果的に行うことができる。
2. 運転時分の短縮が可能となり、表定速度を高めてサービスを向上できる。
これに伴って、ラッシュ時では輸送増を別とすれば電車使用両数も減少する。
3. 軽量化によって電力費、軌道保守費を節減するとともに、新技術の導入による設計の近代化によって、車両の保守修繕費が減少する。
4. 修繕回帰キロを延長し、検修予備車を節減できる。
5. 特急電車などを将来考える場合は、主として性能上およびサービス上の観点から、新形電車によらなくては実現不可能である。

主に従来型の吊り掛け式国電と比較してのメリットを挙げているが、最後の項目では、すでに実施されていたモハ80系よりもさらに長距離・高速運転の電車を開発するということを示唆している。これはモハ90形が新世代通勤国電であると同時に、後に151系、153系、さらには新幹線計画に至る国鉄長距離列車の高速化・動力分散化への技術開発とその実車検証のためのものであることを表している。

## 構造

### 車体

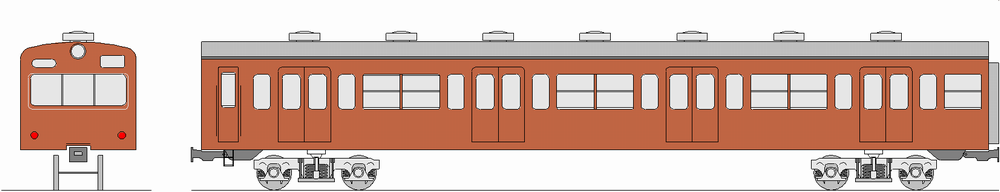
101系の車体（クモハ101形）
車体長19.5 m。両開きの側面扉を4箇所備え、切妻形の先頭形状を持つ。

1956年（昭和31年）に試作された72系全金属車の基本構造を引き継いだ。すなわち全金属製セミ・モノコック構造、前面が非貫通型で切妻形の極めてシンプルなデザインもほとんど変わらない。車体長は19.5 m、ウィンドウ・シル/ヘッダーのない車体の断面は幅2.8 mで両側がまっすぐ立ち上がる形であり、近郊形などに最大幅2.9 mの裾絞り車体が現われて以後も製造時の経済性を重んじた国鉄通勤形では標準として長く使われることになった。なお、台車軸距の減少に伴い、台車中心間距離は13,800 mmに延長されている。客車に比較すると用途の関係上それほど軽量化できなかったものの、台枠厚さをそれまでの180 mmから150 mmとし、プレス品を多く採用することで、構体重量を約10 tとしている。
全室式の運転台の前面は上部が室内に約10度傾いた3枚窓で、運転台上方に方向幕が取付されたが、これも72系全金属車で採用されたデザインの踏襲である。しかし、客用ドアは従来のモハ72系の94 cm幅の片開き扉から1.3 m幅の両開き扉に変更され、開閉速度と客扱い能力が向上した。国鉄車両での両開き扉の採用は、1941年に試作されたサハ75形021号の例があるが、本格的な採用は101系が最初である。サハ75形は1ドアにつきドアエンジンを2個使用していたが、101系では1ドアに1個となっている。
車体塗装は中央線快速向け編成ではオレンジバーミリオン（朱色1号）が採用され、従来車と識別が図られた。その配色の鮮やかさから乗客の間では「金魚」とも通称された。山手線向けにはカナリアイエロー（黄5号）で塗装されたが、当初はラインカラーとしてではなく誤乗防止のためであり、首都圏国電にラインカラーの概念が取り入れられたのは後に山手線用103系がウグイス（黄緑6号）を採用したことがきっかけとなる。従来の車両において窓下に記されていた等級を表す記号（三等車の場合は縦棒3本線）は本系列以降は廃止された。
客室窓はアルミサッシを用いた全開可能な2段上昇式で、ドア間は2組を1セットにまとめたデザインとなっている。客室の換気については特に留意して設計されたため、通風器は900番台試作車が80系と同様の押込吸出兼用式（ただし80系のものに比べると大きかった）であったが、量産型は通風能力を重視して72系と同様の大型グローブ式に逆戻りしている。側面雨樋は、900番台試作車では外板をそのまま立ち上げて綺麗に隠していたが、量産型では生産性・保守性を重視して通常の外付け型となっている。
剛性は下記のようになっている。当時より相当曲げ剛性は乗り心地の観点から1.0×1014 （kgf・mm2）以上欲しいと言われており、本形式はその要求に応える値となっている。しかし、これでも軽量構造の新性能車ゆえ、国鉄80系電車（サハ87）の曲げ剛性1.63×1014 （kgf・mm2）と比較すると低下した値であった。なお文献間の単位換算に注意してJR東日本E231系電車と比較すると、曲げ・ねじり剛性とも2倍を軽く超えている。
| 項目             | 特性                   |
| ---------------- | ---------------------- |
| 心皿間距離       | 13.8 m                 |
| 片側出入口個数   | 4扉                    |
| 相当曲げ剛性     | 1.26×1014 （kgf・mm2） |
| 相当ねじり剛性   | 47.7×1012 （kgf2/rad） |
| 曲げ固有振動数   | 10.0 Hz                |
| ねじり固有振動数 | 6.0 Hz                 |

### 車内設備

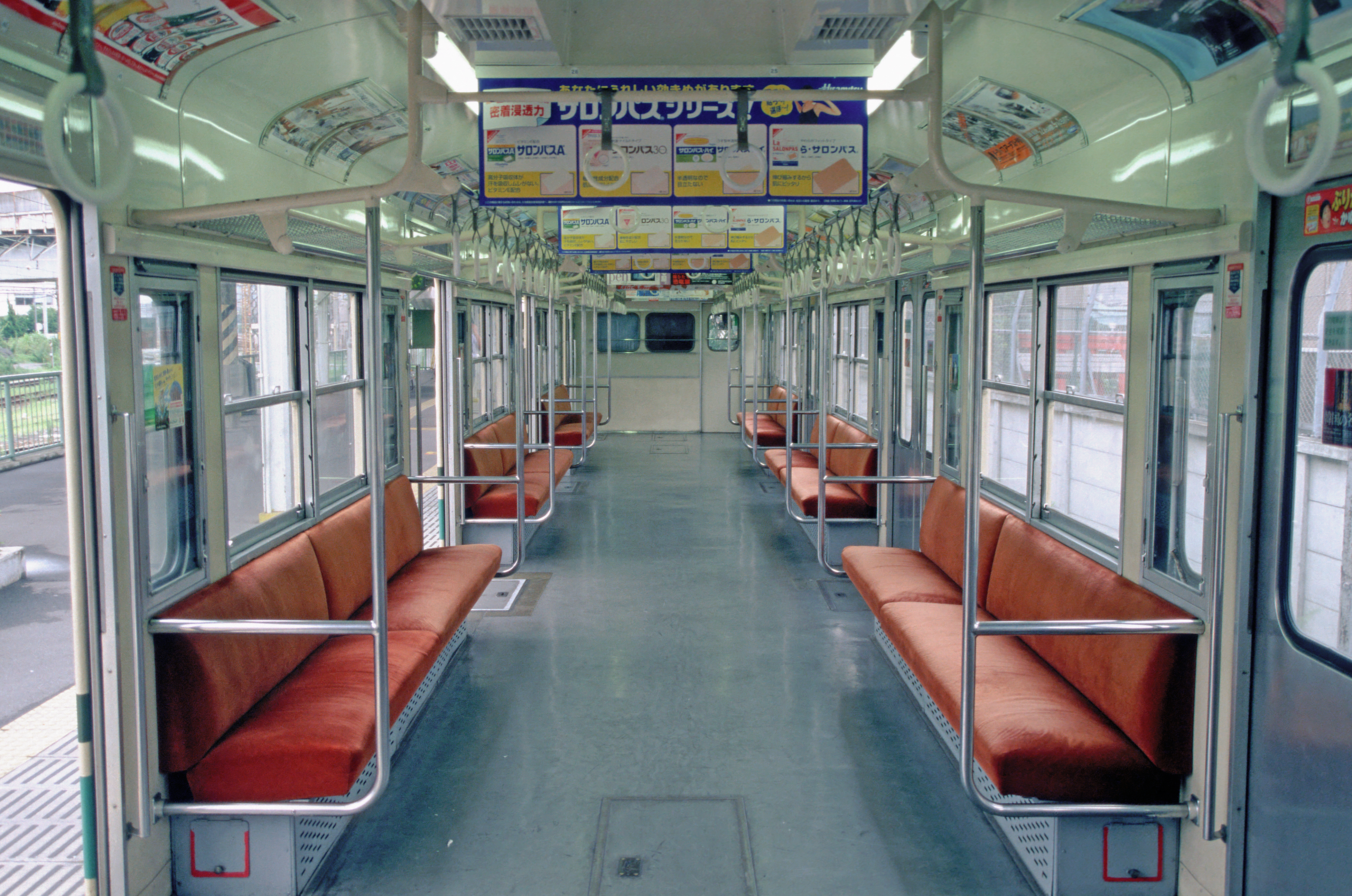
クモハ101-130の車内（2002年8月）

内装は72系全金属車の延長上にあり、ビニール化粧板を用いて薄緑色基調で簡素にまとめられている。蛍光灯照明と当時としては広い窓面積で、車内は明るかった。なお、蛍光灯は72系920番台では直流式の20  Wであったが、この系列では交流式の40 Wに出力増強された。座席は扉間7人掛け、車端部3人掛けのロングシートで、中間車で座席定員54人（側扉が広くなったため、72系の64人より減少）、また一部私鉄と異なり運転台と扉の間には座席がないが、以後国鉄通勤形の標準として長く使われることになった配置である。運転台に貫通路がなく、客室から運転台への扉は客室から見て右側に設けられているが、この配置も後に長く用いられている。
床は新設計とされ、鋼板の上に低圧回路用ビニル管の大部分を配管、その間にリノリウムを埋め込み、上に塩化ビニル樹脂系の層を設けた床材のネオプラスリウムを敷いた。床厚は45 - 50 mmである。また、当時の国鉄では通勤電車には扇風機さえ設けないのが普通であったが、上述の換気面への配慮により居住性改善に資するため、扇風機を標準装備とし、試作車では通風器通風口のアルミ合金製グリルにガードなしで常時設置するものであった。運転室は72系全金属車の構成をほぼ踏襲する形となった。101系では多段式電動カム軸制御器や電磁直通空気ブレーキなど新技術の採用があったため。マスコンハンドルやブレーキ弁が新型のものとなっているが、その他メーター類やスイッチ類をはじめとする設備類は、72系全金属車とほとんど変わらない仕様となっている。

### 主要機器

#### 台車
台車は、電動車が新開発のDT21形である。付随車については、初期車は電動車化が計画されていたため、モーター取り付け準備が施されたDT21T形としたが、その後通常の付随台車のTR64形に変更されている。鋼板プレス部材を溶接組立したウイングばね形のボルスター式ペデスタル台車で、気動車用のDT22形（ただし、枕ばねの吊り方は若干異なる）と主要部分を共通仕様としている。
開発時点では、金属ばねより格段に乗り心地が優れるなど長所の多い空気ばね台車がすでに技術的に確立されつつあり、本形式も使用可能であった（空気ばね台車を試験的に装備しての試運転も行われた）が、国鉄では製造コスト低減のため、通勤電車用台車の枕ばねにはコイルばねを採用した。
軸ばねがすでに国鉄で実績のあるペデスタル支持のウイングばねとなったことも、コスト面やライセンスの問題を背景としている。DT21の平凡な設計はペデスタルのメンテナンスが必要という課題はあるものの、構造が単純で特許の縛りもなく、どの車両メーカーでも製造でき、基本的に低コストで作れるメリットがあった。
DT21系はその後、本形式以外の通勤・近郊形電車にも広く採用され、国鉄電車用の廉価な台車として四半世紀に渡って製造され続けた。廃車になった車両の台車の一部は、103系3000番台や121系などに流用された。

#### 主電動機
| 項目                | 1時間定格 | 連続定格 |
| ------------------- | --------- | -------- |
| 出力（kW）          | 100       | 85       |
| 電圧（V）           | 375       | 375      |
| 電流（A）           | 300       | 255      |
| 回転数（rpm）全界磁 | 1,860     | 2,000    |
| 回転数弱め界磁      | 3,180     | 3,600    |

主電動機は、東洋電機製造が原設計を担当した新開発のMT46A形（試作車はMT46形）で直流直巻整流子電動機（補極付）で、分路界磁制御自己通風型である。高回転化したことで、旧形電車に用いられたMT40形より大幅に小型軽量化したもので、重量は660 kgで約1/3、端子電圧375 V、上述の通り中空軸平行カルダン駆動方式。なお、MT40形などは並列接続時に2個直列となるため、端子電圧750 Vであるが、本形式では2両単位の制御となり並列接続時に4個直列となるため端子電圧はその半分となった。発電ブレーキの使用時には電圧が定格の2倍程度まで達するのでそのためにも低電圧化が必要であった。その後、1963年頃までに登場した初期の国鉄新性能電車の各系列に用いられた。電機子絶縁は特B種、界磁絶縁は特H種、温度上昇限度はそれぞれ120 ℃・150 ℃となっている。

#### 主制御器
| 項目         | 説明             | 説明                  |
| ------------ | ---------------- | --------------------- |
| 制御方式     | 自動総括制御方式 | 自動総括制御方式      |
| 制御電圧     | 直流 100 V       | 直流 100 V            |
| 制御空気圧力 | 5.0 kg/cm2       | 5.0 kg/cm2            |
| 主回路電圧   | 直流 1500 V      | 直流 1500 V           |
| 主電動機     | MT46             | 8個（永久直列4個2組） |
| 制御段数     | 力行段           | 直列全界磁 - 13段     |
| 制御段数     | 力行段           | 並列全界磁 - 11段     |
| 制御段数     | 力行段           | 並列弱め界磁 - 4段    |
| 制御段数     | ブレーキ段       | 直列 - 13段           |
| 制御段数     | ブレーキ段       | 並列 - 11段           |

主制御器も、新開発のCS12A形（試作車はCS12形）である。2両分8個の主電動機を制御する多段式電動カム軸制御器で、旧形に比較して段数が増えて力行、ブレーキ時の電流変化が少なく、電流の平均値を上げることができ、結果加速度減速度の向上にも貢献した。このことは運転の円滑さにも繋がり、起動、ブレーキ時の衝撃が少なくなって機器故障率の減少や乗り心地向上にも繋がっている。また、発電ブレーキの制御が追加され、制輪子の磨耗が減少し、鉄粉の発生が少なくなり絶縁性の向上にも繋がった。スペックは一覧を参照。
その基本構成は1954年の東急5000系電車 (初代)に採用された東芝製電動カム軸制御器PE-11形（弱め界磁起動1段、直列12段、渡り2段、並列11段、弱め界磁3段、発電制動20段）の影響が強いと言われる。この起源をさらに遡れば、アメリカのゼネラル・エレクトリック社が地下鉄電車向けに開発したシステムに辿り着く。
また、電動車2両ユニット制御方式の採用は三菱電機が携わった1954年開発の近鉄モ1450形電車・小田急2200形電車の先例に倣ったものであり、さらに東洋電機製造製のカム軸制御器の技術要素も取り入れるなど、全体には私鉄で先行採用された重電メーカー各社の新型制御器技術を適宜取り入れ、折衷したものとなっている。
CS12はその後、標準型制御器として多くの平坦線向け国鉄電車に搭載されたことで長期に渡って生産され、最終的には実に1991年（JR東日本による415系1500番台最終増備車用）まで新規製造された。また、その基本構造や制御シーケンスは、国鉄がこれ以後開発した電車用制御器にも順次応用された。
試作車では応荷重弁機構の採用により乗車率に係らず一定の加減速が得られることをメリットに挙げていたが、乗車率が大きくなると限流値を高める仕組みのため、架線温度上昇や変電所容量によるピーク電流制限のあった中央線では試作車の試運転中より装置の使用は問題視されており、試作車の営業運転開始時点から応荷重装置を使用していない。

#### ブレーキ
ブレーキは、電磁直通方式のSELD方式である。大手私鉄におけるHSC-Dブレーキ（1954年に小田急電鉄で初採用）とほぼ同一のもので、空気ブレーキと電気ブレーキを連動させ、迅速かつ強力なブレーキ性能を得られるシステムであり、試作車では制御機構として上述の応加重装置も装備した。それと同時に「セルフラップ機構」が導入された。ブレーキハンドルを回した角度に比例してブレーキ力が働くシステムで、ブレーキ操作が著しく単純化・省力化されたことは重要である。
空気ブレーキが応答性の高い電磁直通ブレーキに変更されたのに併せて、基礎ブレーキの構成も一新され、車体にブレーキシリンダー1基（80系は2基）を設置してそこから各台車にブレーキロッドでブレーキ力を伝達していた従来の構成を全面的に改め、各台車に4基（各車輪ごとに1基）のブレーキシリンダーを設置して伝達距離を大幅に短縮することにより、応答性・保安性を向上させた。

#### 主抵抗器
101系では、電気ブレーキとして発電ブレーキが搭載されたことによる主抵抗器の発熱量の増大が予想されたため、従来の自然通風式を改めて強制通風式の主抵抗器を採用した。主抵抗器はM,Mc車の電動発電機の両側に2群に分けた薄鋼板製のケーシングに収められ、2群の中央に置かれた冷却用送風機により送風を行う。この送風機は電動発電機も兼ねており、電動発電機の電機子軸を両側に延長してその延長部分に送風用ファンを付けた形となっている。第1群側には減流抵抗器が1個余分に納められている。

## 形式
- クモハ101形 - Mc（制御電動車） - 旧モハ90形500番台奇数番号
- クモハ100形 - M'c（制御電動車） - 旧モハ90形500番台偶数番号
- モハ101形 - M （中間電動車）- 旧モハ90形0番台奇数番号
- モハ100形 - M'（中間電動車） - 旧モハ90形0番台偶数番号
- クハ101形 - Tc（制御車）
- クハ100形 - T'c（制御車）
- サハ101形 - T （付随車）- 旧サハ98形奇数番号
- サハ100形 - T'（付随車） - 旧サハ98形偶数番号

※クハ100形・クハ101形は1959年の車両称号規定の改正後に登場したため、旧形式は持たない。

## 新造車

### 試作車
国鉄初の新性能電車として、1957年6月に全電動車10両が試作された。形式はモハ90形の1形式のみであるが、先頭車と中間車、パンタグラフの有無により4つの形態が存在した。90500番台が先頭車、90000番台が中間電動車であり、それぞれ偶数番号車がパンタグラフ付き、奇数番号車がパンタグラフなしの車両である。
車体は軽量鋼製車体で両開き扉を採用し、雨樋を車体に埋め込むことで見栄えの向上が図られた。側引戸の窓と戸袋窓はアルミ合金製窓枠で支持する方式となった。主電動機は出力100 kWのMT46形、主制御器はCS12形である。屋根上の通風器は押し込み式で、パンタグラフは旧性能電車用のPS13C形が搭載された。台車は72系のDT20A形より全長を330 mm短くしたDT21形で、量産車登場後にDT21X形に改称されている。
1959年の車両称号規定改正に伴い、試作車は以下の通りに形式・番号が変更された。
- モハ90000・90002・90004→モハ100-901 - 903
- モハ90001・90003・90005→モハ101-901 - 903
- モハ90500・90502→クモハ100-901・902
- モハ90501・90503→クモハ101-901・902

### 量産車
モハ90系試作車による試用結果を元に、改良を加えた量産車が1958年3月より増備されることになった。車体は通風器や雨樋の変更が行われ、機器類にも設計変更が加えられた。1959年6月の形式称号規程変更でモハ90系は101系となり、以後の新造車は101系として製造された。旧称号規程のグループも101系の形式に編入されている。
車体は雨樋が埋め込みから外付けに変更され、側引戸の窓と戸袋窓はHゴム支持に変更された。通風器は72系と同様のグローブ型となった。主電動機は定格回転数を上げたMT46A形となり、主制御器も保守の容易化を図ったCS12A形となった。台車はプレス構造を多用した量産型のDT21形となり、試作車のDT21形はDT21X形に改称された。
パンタグラフは初期車はPS13形であるが、増備途中より153系と同じくPS16形が採用された。先頭車の標識灯は初期車では電球を乗務員室内から交換する方式であったが、後期車では車外から交換する方式に変更された。
当初は全電動車による高加減速運転が構想されており、電動車のモハ90形4車種（後のモハ101・100形とクモハ101・100形）のみが製造されていたが、全電動車運転は変電所容量やコスト面から困難となったため、1958年以降は付随車のサハ98形（後のサハ101・100形）が製造された。車体と機器類は将来の電動車化を考慮した構造であり、台車もDT21T形となった。1960年からはクハ101・100形も製造されたほか、サハ101・100形には電動発電機と空気圧縮機を設けた200番台も登場した。
全電動車化の見込みがなくなったことから、1963年度以降はサハの製造はサハ101形に1本化されたほか、サハ・クハの主電動機点検蓋やクハ100形のパンタグラフ取り付け台などの電装準備工事は廃止された。1965年度からはサハ101形、クハ101・100形とも完全な付随車・制御付随車として増備されることになり、台車もDT21T形から付随車用のTR64形に変更された。1964年以降は特急形電車151系の181系化改造で余剰となった主電動機を流用した電動車も製造された。

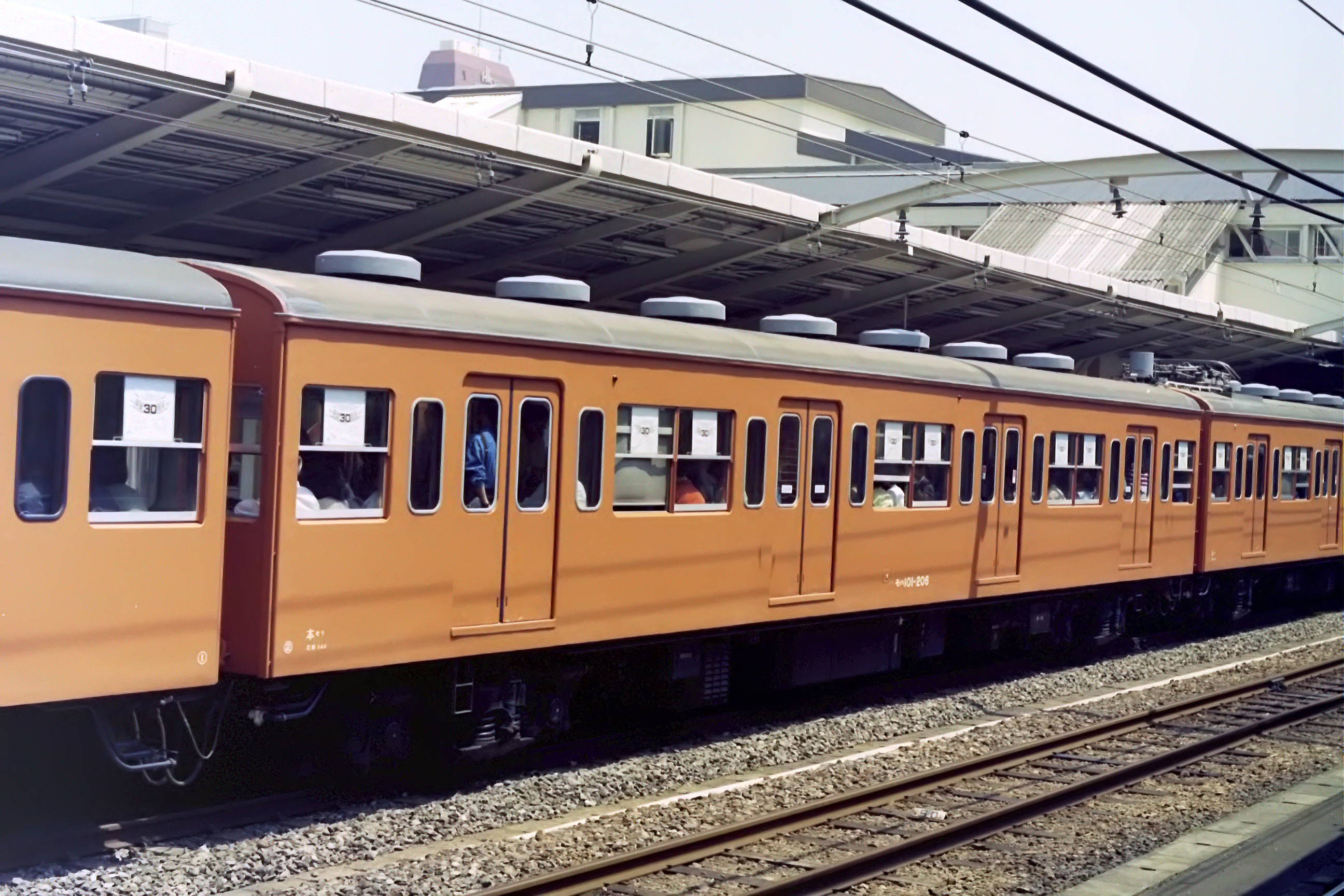
モハ101-206
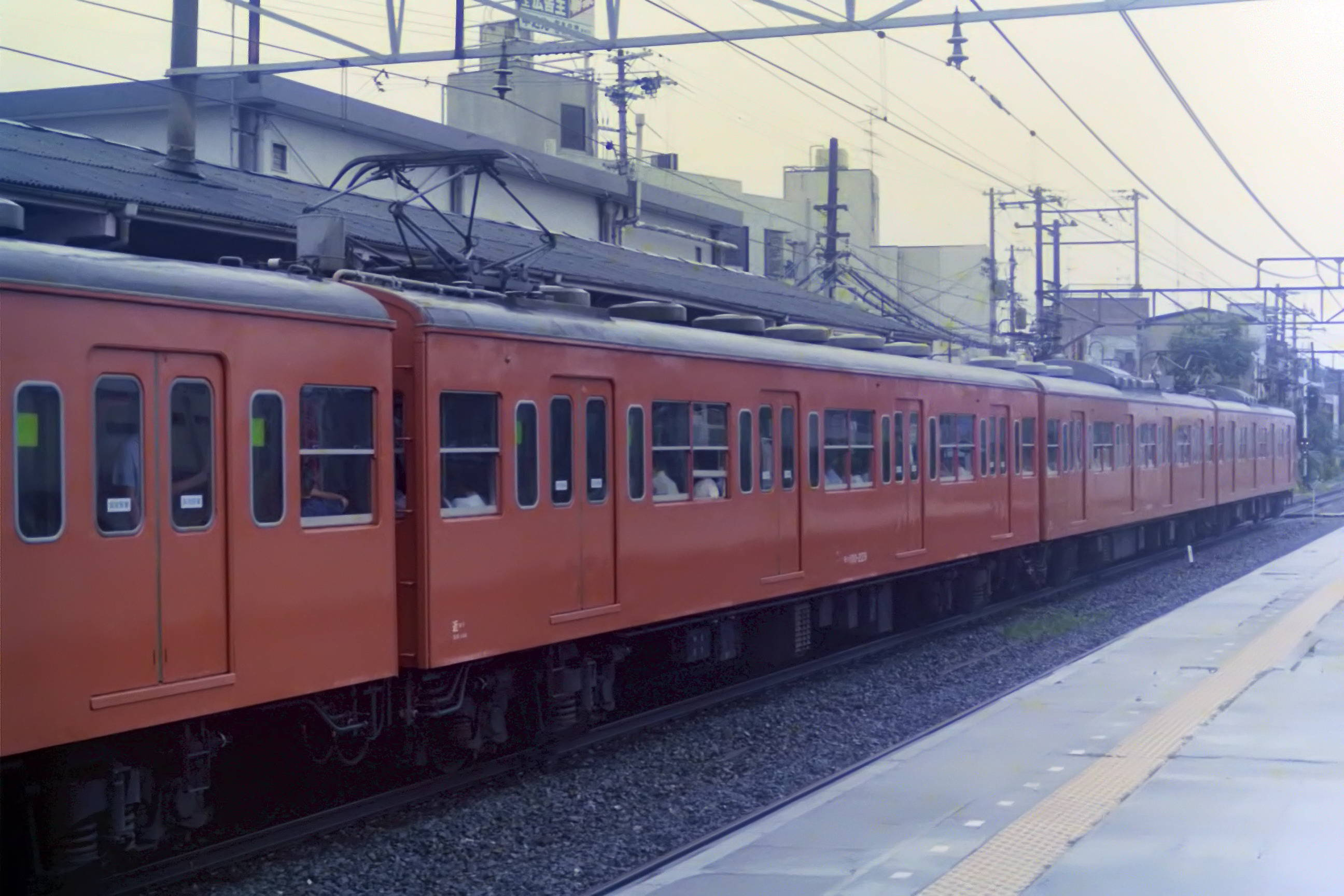
モハ100-229
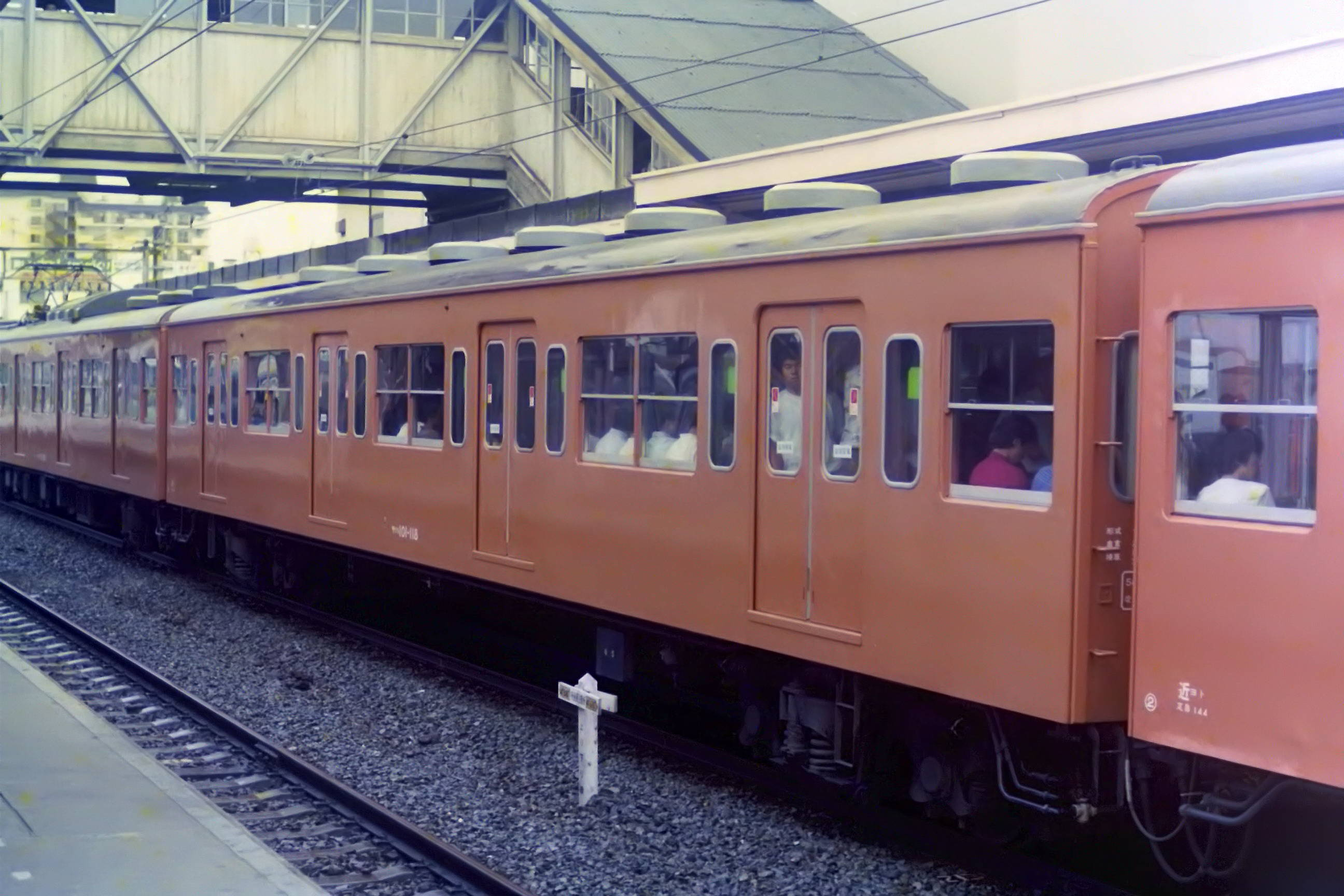
サハ101-118

#### サハ100・101形200番台

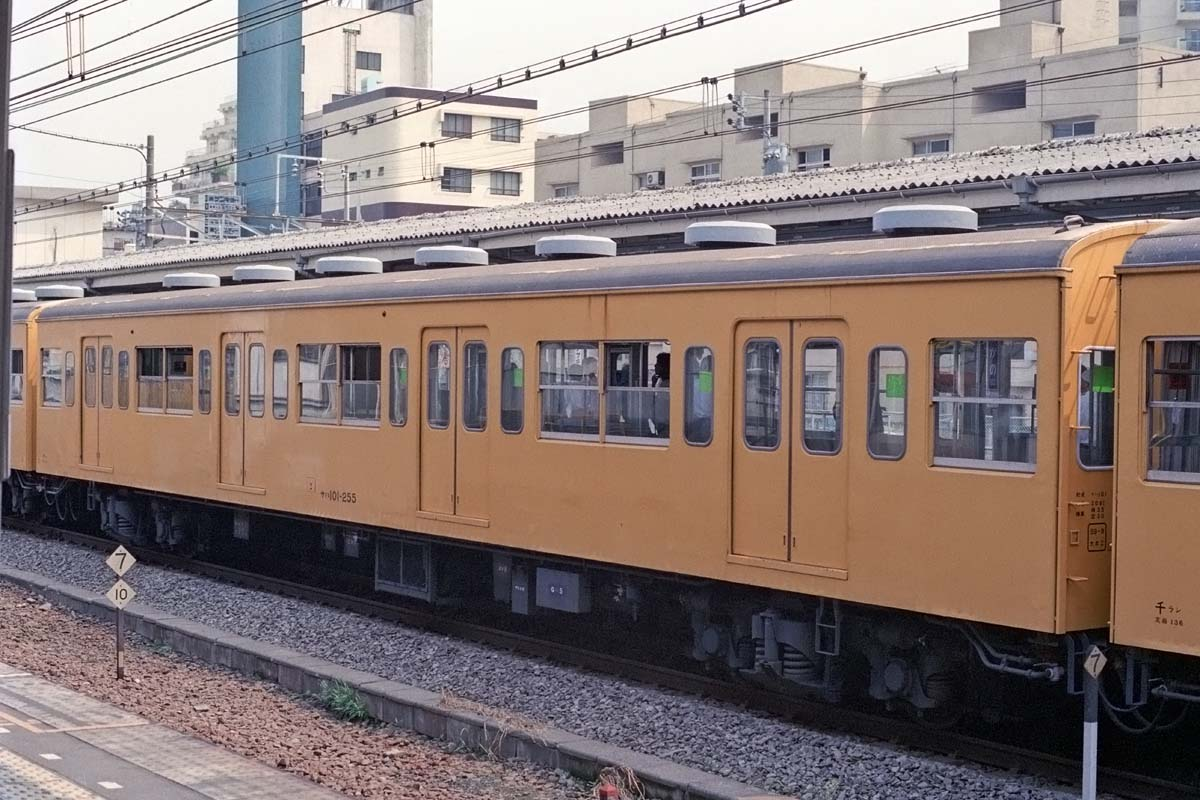
サハ101-255

中央線快速電車は1960年（昭和35年）に6M4T化が実施されたが、編成が基本編成7両（4M3T）+付属編成3両（2M1T）となり、基本編成中の電動発電機（MG）と空気圧縮機（CP）の所要数が不足するため、MG・CP付のサハ101形・100形が登場し、番台区分上200番台が起こされた。サハ101-243以降は電装準備車ではなく完全な付随車となっている。
後年片町線に配置されたサハ101-258・281・289・100-241 - 244についてはMGとCPの撤去が行われ、基本番台のサハ101-146 - 148・100-108 - 111に編入された。
- サハ101-201 - 301、サハ100-201 - 244

#### クモハ・モハ100形800番台

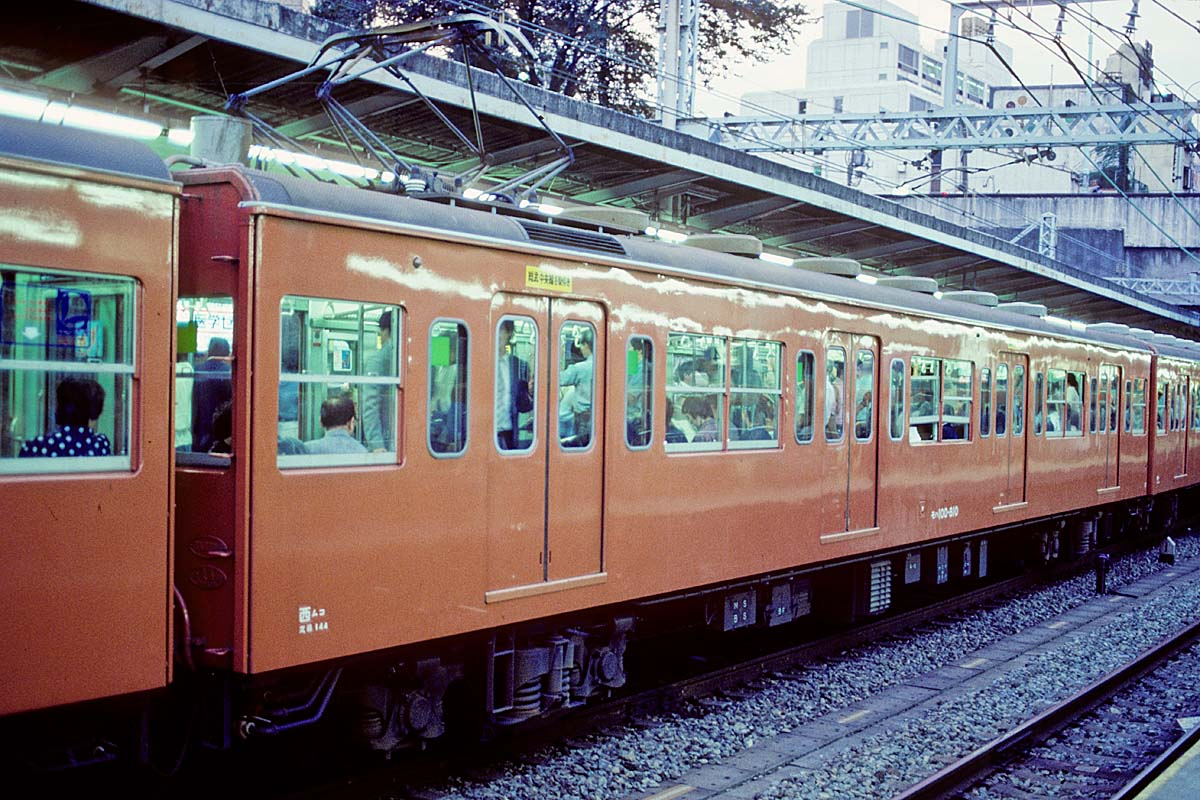
モハ100-810

1951年に発生した桜木町事故などを契機に、直流1,500 V電化区間におけるパンタグラフ折畳み高さと架線の間の距離は最低限250 mm必要との基準が設けられ、トンネル断面の小さい中央本線の高尾以西では低屋根車が導入されていた。中央本線高尾以西の臨時列車での運用に用いられていた旧形国電を置き換えるため、101系でもパンタグラフ取り付け部の屋根高さを低くした低屋根構造の車両が投入されることになり、1961年（昭和36年）にパンタグラフを備えたクモハ100形・モハ100形のみが800番台として登場した。
車体は0番台に準じているが、401系モハ400形などと同様にパンタグラフ設置部の屋根高さが3,496 mmに下げられた。低屋根部分は扇風機に代わってファンデリアが備えられ、車外の屋根部には吸気グリルが設置された。国鉄時代末期までは全車武蔵小金井電車区に配置されていた。1985年に中央本線で101系の運用が終了した後、モハ100形808 - 810が鶴見線で運用されたほか、大井工場入換車「たんぽぽ」の改造種車も800番台である。
- クモハ100-801 - 806、モハ100-801 - 811

### 回生ブレーキ試作車
変電所容量などの問題により当初目指した全電動車方式での投入が困難な情勢となったため、101系に代わる通勤電車を設計することとなり、その仕様決定に必要な電力回生ブレーキの試験車として1960年（昭和35年）にクモハ100形・クモハ101形の制御電動車同士の1ユニットのみが試作された。
この試験の結果、常用回生ブレーキは制御機器の重量増・保守困難・回生失効の問題などが挙げられ、導入は見送られた。当時は半導体技術が未熟であったため、磁気増幅器を用いた回生であったことが挙げられる。しかし、磁気増幅器を使用した抵抗制御車の常用回生ブレーキ車は古くは既に戦前に登場しており、101系のような大量輸送向けの車両としては小田急2600形電車が製造され、2004年まで活躍していた。

## 形式間改造車

### クハ101・100形910番台
回生ブレーキ試験の終了したクモハ101・100形910番台は中央線編成で付随車扱いとして使用されたが、1964年に電装解除されクハ100-911・クハ101-911とされた。この結果制御車では唯一の初期型（後部標識燈が、室内に電球交換用の扉が付いている）の小形の後部標識燈が取り付けられた車両となり、客室と乗務員室との仕切壁の窓も、大形の窓が取り付けられていた。車内では、釣り手が初期型では、レール方向の長手のみの取り付けであったが、枕木方向と、ドア前の高い位置のレール方向にも追接されていた。クハ101-911は、1号車に連結されており、先頭に立つ姿が見られたが、クハ100-911は3号車に連結されるので、中央線で先頭に立つ事は無く、青梅線で3両編成で運用に入った時に、先頭に立つ姿を見る事が出来た。1979年（昭和54年）に廃車された。

### 101系1000番台
1973年（昭和48年）4月1日の武蔵野線府中本町 - 新松戸間開業に備えて登場した番台である。同線には一部区間に長大トンネルが存在することから、101系の初期車に対してA基準に準拠した難燃化対策が施され、6両編成15本の計90両が改造された。開業時に11本（計66両）が準備され、1978年（昭和53年）10月2日の新松戸 - 西船橋間延伸開業時に4本（計24両）が増備されている。
先頭車はすべて制御電動車のクモハであり、電動車と付随車の比率は2:1(4M2T)である。また、自動列車停止装置(ATS)は同線用のATS-S（当時の列車区間用）と当時の電車区間用のATS-Bが併設された。これに加えて同線用の列車無線を搭載したため、運転席後部の中央窓をふさいでいた。なお、改造から同線転用まで時間のあった車両は転用時まで中央線快速や中央・総武緩行線にも使用された。
- 編成：（←西船橋方面）McM'TT'MMc'（府中本町方面→）

この時に発注された103系冷房車の製造名目は、武蔵野線開業用であった。しかしこちらを豊田電車区に配置し、101系を不燃化仕様の1000番台として、改造転用したものである。 改造された車両は、主にモハ90・サハ98として製造された初期型が多かった。前述のとおり改造時期が2度にわたりそれぞれ種車の番号順に番号を振っていったため、種車の番号順の進番とはなっていない。 クモハ100型での改造種車でいうと圧倒的に初期型から改造されていき、中間型で後部標識灯は外から球を変えるタイプになったが乗務員室の仕切り窓の大きいタイプ（クモハ100・クモハ101ともに汽車会社製の79〜81。なお、日車製の82は旧タイプで、この3両より製造が古い。）のクモハ100‐80より改造の1010番、仕切り窓の小さい後期型1011番までが開業時の登場。そして延伸開業時にはまた初期タイプの後、1015番のみが後期タイプであった。

## 改造工事
ここでは改番を伴わない改造を記載する。

### 試作車の量産化改造

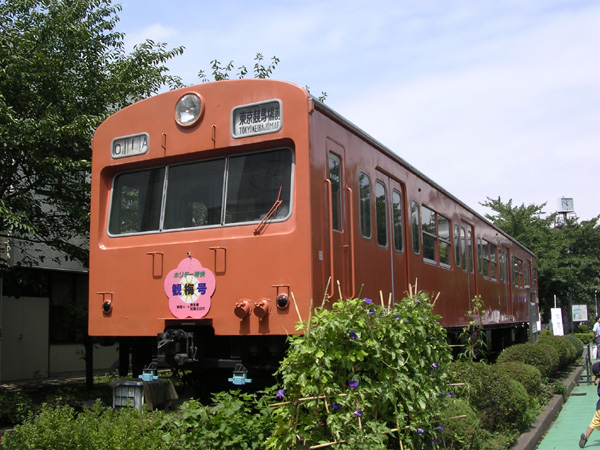
東京総合車両センターに静態保存されていた頃のクモハ101-902

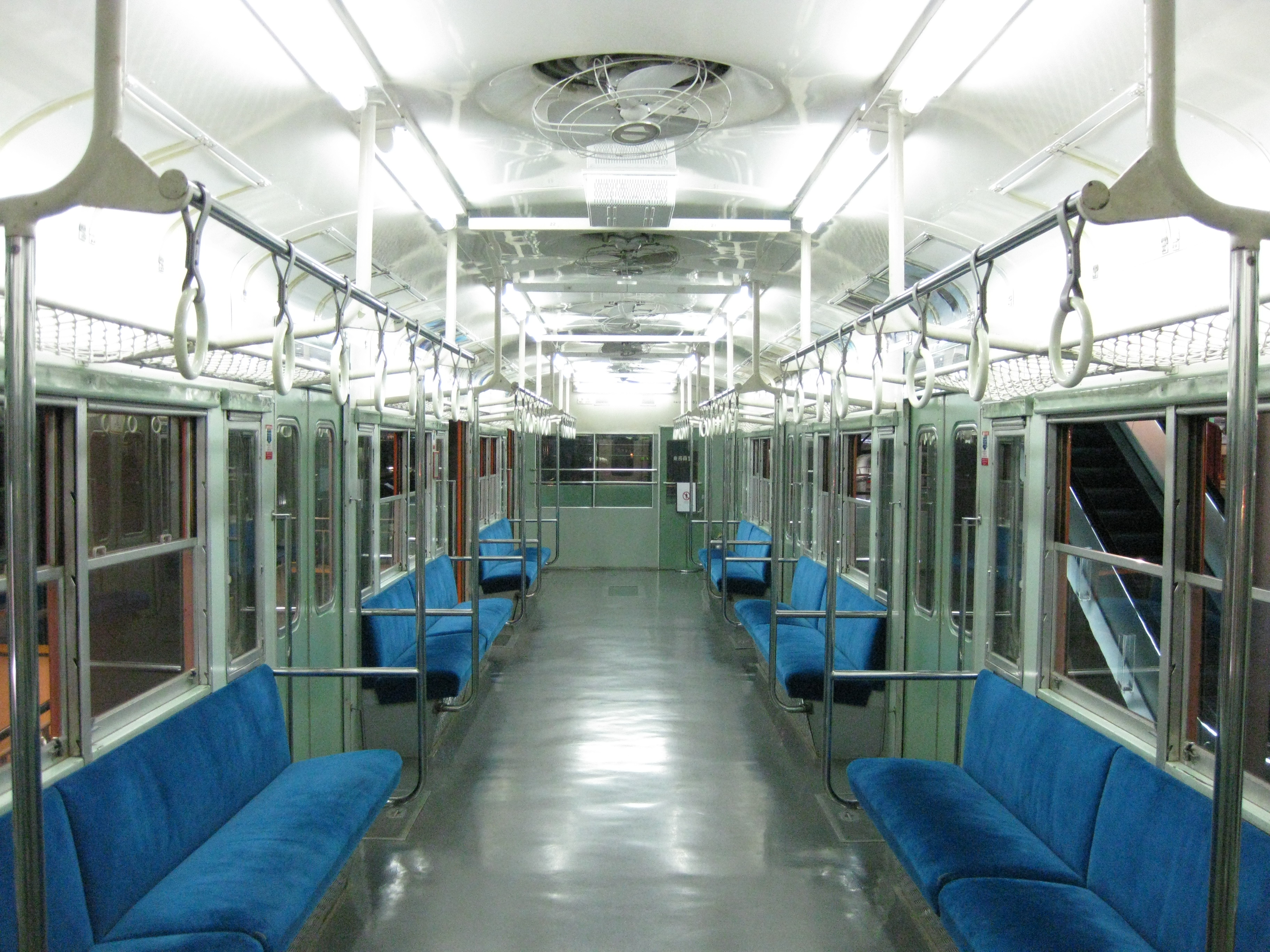
車内の様子。運転台と客室の間の仕切りが量産車と異なっている。

試作車の101系900番台は機器類の違いから量産車との併結が不可能であったため、1962年度より量産化改造が行われた。量産車に合わせて押し込み型通風器をグローブ型に取り替えたり、パンタグラフのPS16形への交換、ドア窓と戸袋窓のHゴム化、車体外板を上方に延長する形で埋め込まれていた雨樋を外付け式に改造するなどの各種量産化改造が行われたが、一部の車両は雨樋端部が運転台前面に回っている、台車の構造が異なる、乗務員室手すりが非埋め込み式であるなど、最後まで量産車とは異なる外観となっていた。
老朽化のため1979年（昭和54年）までに廃車されているが、このうち上記の高速度試験に供されたクモハ101-902は、この車両を製造した大井工場（後の東京総合車両センター）正門前に静態保存された。その後、2007年（平成19年）10月14日に埼玉県さいたま市に開設された鉄道博物館に移設され、展示されている。

### 冷房改造

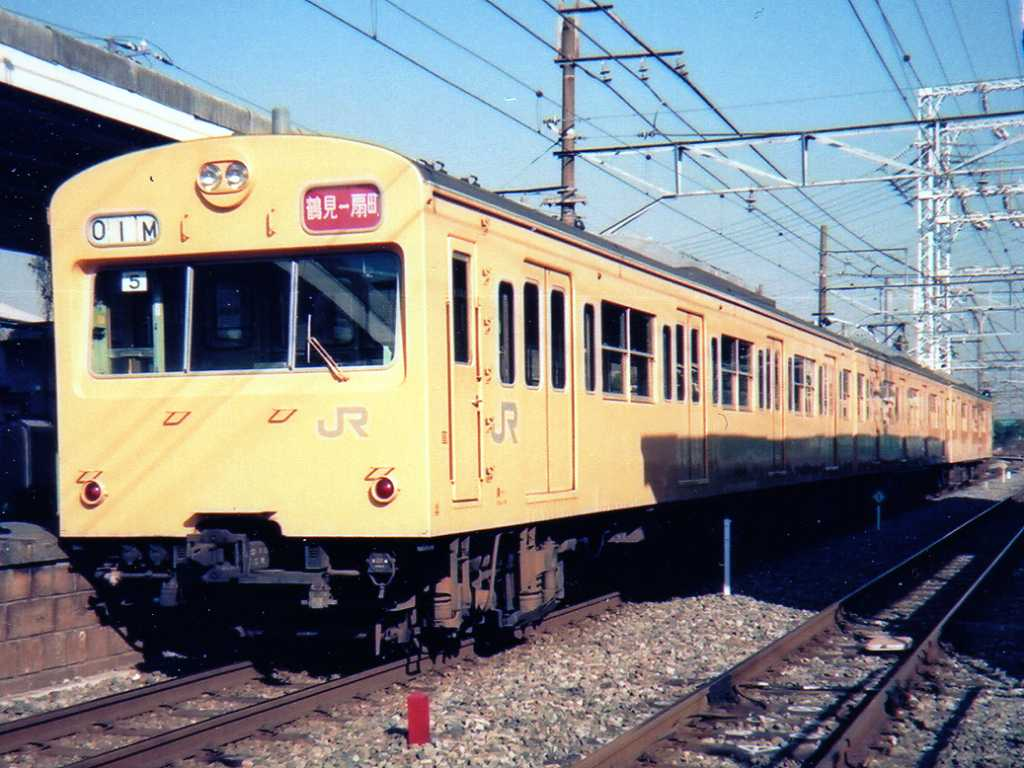
鶴見線で使用されていた
101系冷房改造車
（1990年12月 武蔵白石駅）

103系冷房試作車の成功を受け、当時101系が主力である中央線快速用として1972年（昭和47年）からAU75系列（48.84 kW・42,000 kcal/h）による冷房化が行われた。主に後期製造分が改造対象とされたが、翌1973年から103系冷房量産車が同線にも直接投入されたことや性能上の問題により少数に留まった。103系と異なり、側面行先表示器は取り付けられていない。新宿 - 八王子・高尾間で京王線の特急と競合する関係から特別快速を中心にした運用に限定充当されたが、冷房改造による重量増により6M4Tでは各駅停車として運転されるダイヤに合わせることが性能上困難となるため、夏季以外も運用を限定した。なお、組成上の関係からクハ101形に冷房改造車は存在していない。また、クハ100形の冷房改造車はTR64形台車を履いた後期形のみであるほか、サハ100形は0番台2両のみが試作冷房改造車であった。
- 試作冷房改造車：1972年に改造された40両はクーラーが後位寄りに位置していること、冷房用電源として210 kVAのMGを1編成に2台搭載した5両給電方式であることが特徴である。なお、MGはクモハ・モハ100形に搭載されたが、後者は1編成に2両連結されているため冷房用MGありとMGなしが存在し、冷房用MGなしのモハ100形は基本的に付属編成に組み込まれた。そのため見かけは3+7編成であるが高圧三相引き通しが渡されているため、営業運転中は分割できなかった。

後年、試作冷房改造車は、大部分が中原電車区に集結し6両編成に組み換えられた。MGなしのモハ100形を組み込んだ編成は210 kVAのMG1台で6両に冷房電源を供給するよう組成したが、AU75の所要電力は35 kVAと計算されており、中央線快速では5両給電であった210 kVAのMGでも6両まで給電可能であった。
- 量産冷房改造車：1976年以降に改造された52両はクーラーが車体のほぼ中心に位置していること、冷房用電源が103系量産冷房車同様に160kVAのMGとなり全てのクモハ・モハ100形に装備されたことが試作冷房改造車と異なる。中央線快速のほか、中央・総武緩行線、南武線、片町線用としても改造された。

関東地区配置車は後に全てて中原電車区に集約されて南武線・鶴見線で使用された。また、片町線に配属された6連2本は同線の7連化に伴い非冷房車と混結の6M1Tになり、JR化後には6連化の上桜島線に転用された。これらの車両転配および車両需給の関係で、サハ101形の一部がサハ103形750番台に改造されている（後述）。101系冷房改造車は経年が比較的新しかったことから国鉄時代に廃車になった車両は皆無で、民営化の2年後である1989年に南武線で発生した踏切事故によりクハ100-91が101系冷房車で初の廃車になった。その後、首都圏のJR線の冷房化率がほぼ100 %になった1990年夏頃から老朽廃車が始まり、1992年5月までに全廃された。
なお、上記の車両とは別に南武支線用については分割民営化後の1989年に各車屋根上に設置した補助電源装置（SC24形インバータ）を用いて給電するAU712形での冷房改造が行われた。

### 103系との連結対応改造
1970年に大阪環状線の一部列車が8両編成化されることになったが、車両需給の関係から103系6両編成2本に101系が2両ずつ組み込まれることになり、サハ101-55・58とサハ100-55・58の4両を対象に103系との連結を可能とする改造工事が行われた。改造内容はジャンパ連結器のKE57形2本からKE70形1本への交換などである。後のサハ103形750番台への改造と異なり、車両番号や形式の変更は行われていない。
1979年度にジャンパ連結器が復元され、片町線へ転用された。

### 「シーサイドライナーヨコスカ」への改装
1986年（昭和61年）に横須賀線の末端区間である逗子 - 久里浜間の輸送力の適正化と高頻度運転化を図る案が持ち上がり、それへの対応のため、大船工場にて本系列1000番台2連を改装して登場したのが「シーサイドライナーヨコスカ」である。
当時この区間では日中は113系4両編成による逗子 - 久里浜間の折り返し運転のほか、東京方面から直通で11両編成による運行もあったが、比較的乗客が少なく不経済であった。そのため、この区間の合理化が計画され逗子 - 久里浜間の普通列車に101系の2・4両編成を投入し、逗子で東京方面行列車と接続させる案が考えられた。このための車両が「シーサイドライナーヨコスカ」である。塗色を白地に青・赤の帯に改め、ヘッドマーク取り付けなどを行う意欲的な計画であったものの、結局この案は実施されず、試験的に改造を施された車両も実際には運行されなかった。民営化のための車両数削減が原因ともされる。同編成はその後大船工場の入換車輛となっていた。当初は車籍を残していたが後に除籍、構内移動機械として存置していたが解体された。
現在もこの区間は113系時代と同様に、日中はE217系・E235系の4両編成による区間折り返し運転のほか、朝夕は東京方面から直通の11両編成を中心に運行されているが、近年土曜・休日の日中は11両編成を中心とした運用となっている。
- 編成：クモハ101-1015+クモハ100-1015

### 大井工場構内入換車「たんぽぽ」

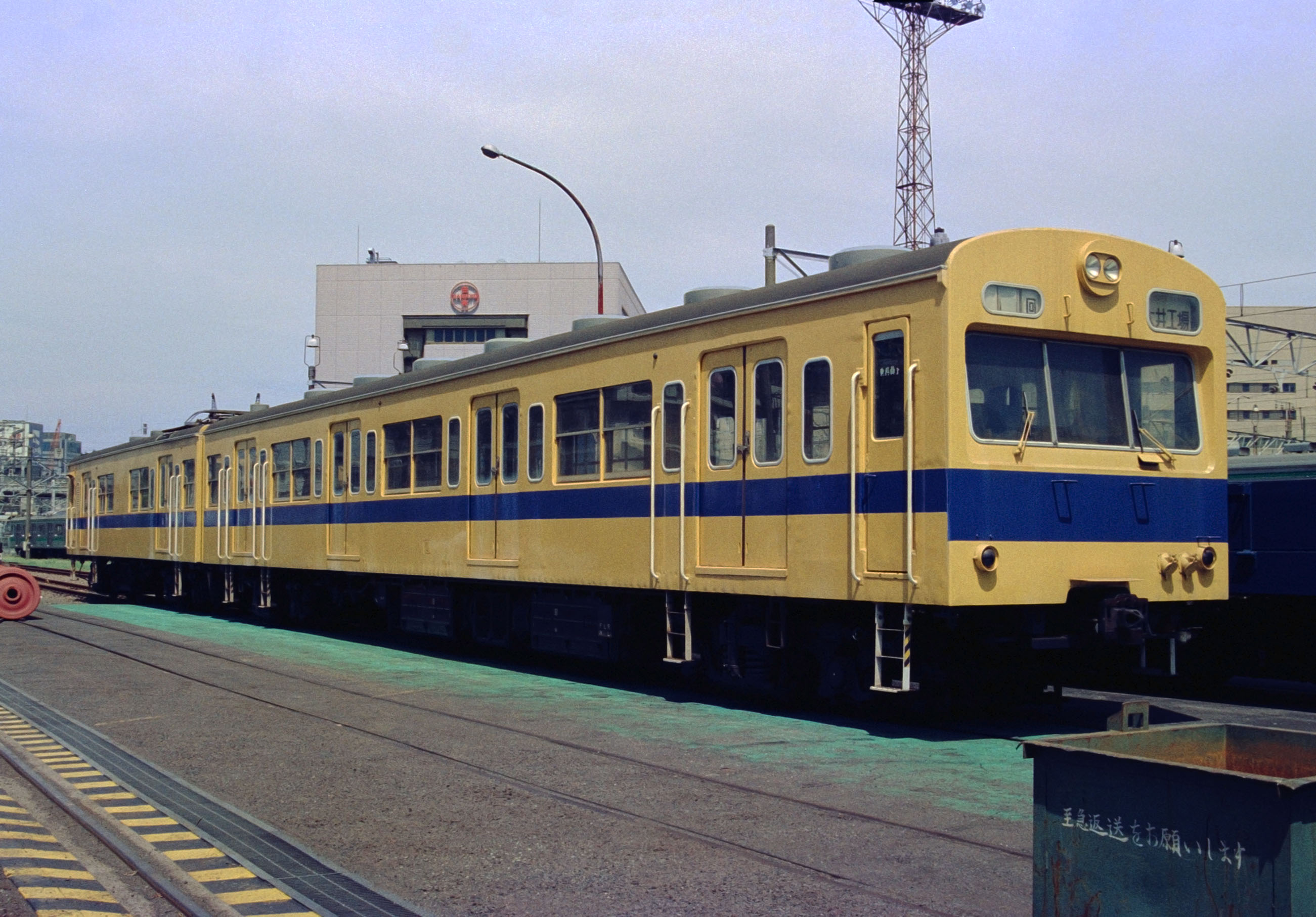
「たんぽぽ」（元クモハ100-802・クモハ101-170）
（1995年8月 東京総合車両センター内）

大井工場（後の東京総合車両センター）の構内入換用に使用されていたクモニ13形を置き換えるため、1986年11月にクモハ100-802・クモハ101-170を改造した構内入換車で、「たんぽぽ」の愛称が付けられた。クモハ100-802は構内有効長の関係から車体を切り継ぎして全長を6 m短縮し、2両で17 m級2両編成と同じ長さとした。軽量構造車体における、枕梁間の車体短縮は、ほとんど他に例を見ない注目すべき改造であったが、あまりその点では着目されなかった。構内入換車への転用にあたり移動機械扱いとなった。塗装は当初は茶色地に黄色帯であったが、のちに黄色地に青色帯に変更された。
21世紀にはいってモーターカーなどに役目を譲った後は、ほとんど稼動することなく他の保存車両とともに東京総合車両センター内に留置されていたが、2008年11月に解体された。ちなみに、クモハ100-802は中央線101系さよなら運転に使用された車両で、車番が示すとおり低屋根車である。
←新宿 クモハ100-802+クモハ101-170 横浜→
（方向は便宜上、車号は元車号）

### 南武支線向けワンマン化改造

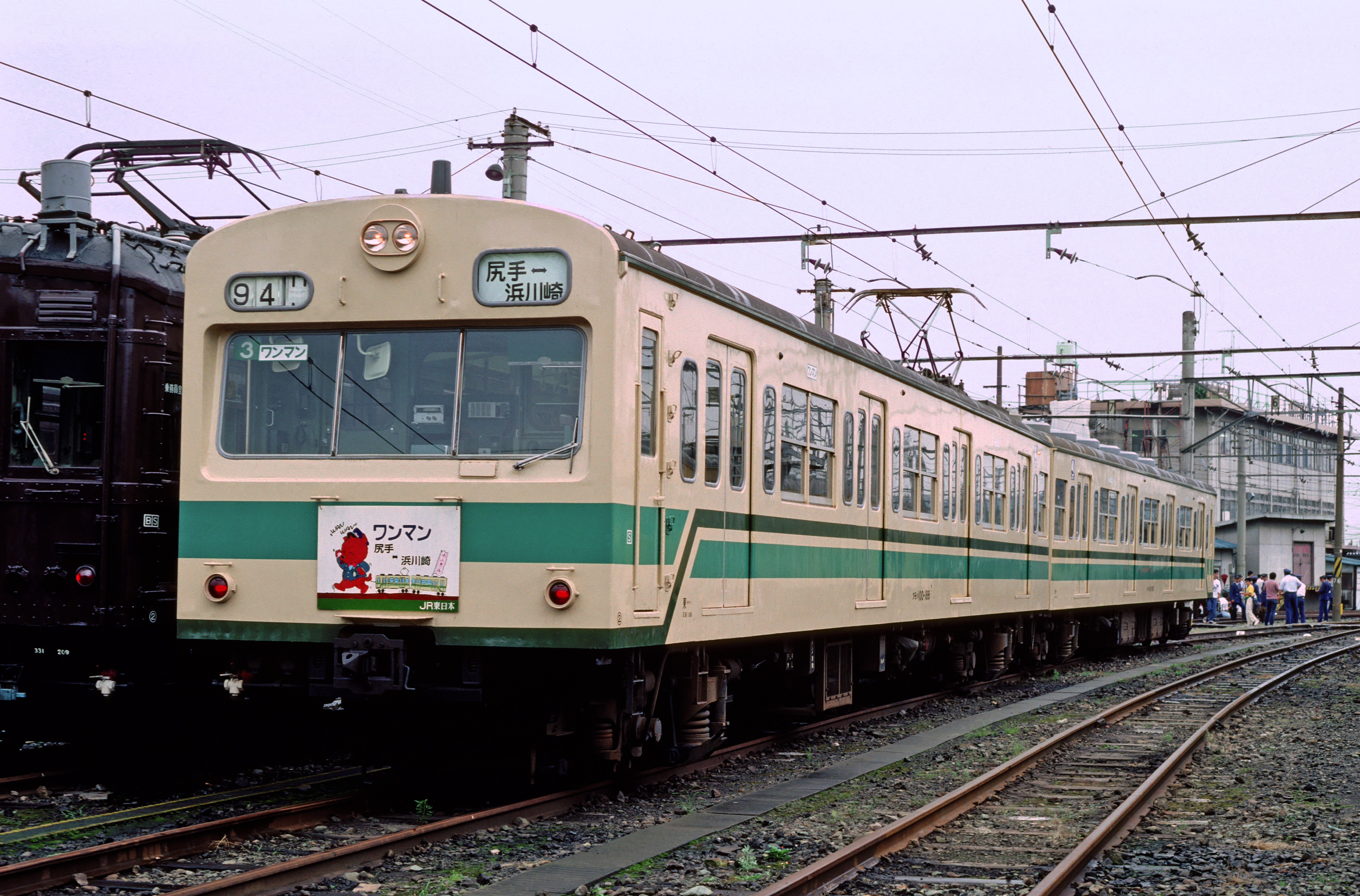
南武支線向けワンマン化改造車（非冷房時代・1988年9月）

JR東日本では南武線尻手 - 浜川崎間を結ぶ南武支線（浜川崎支線）で1988年3月にワンマン運転を開始することになり、101系2両編成3本にワンマン化改造が施工された。施工車はクモハ101-188・180・30、クモハ100-145・172・186の6両である。ワンマン化の際に塗装も変更され、クリーム1号をベースに青緑1号と緑2号の帯が入れられた。
1990年にはAU712形による冷房化改造が行われ、屋根上にAU712形冷房装置（24.42 kW・21,000 kcal/h）2台とSC24形冷房電源用インバータ（28 kVA・VVVF制御）が設置された。南武支線用ワンマン車はJRの101系として最後まで残ったグループであり、2003年11月に205系に置き換えられるまで運用された。

## 他系列への改造車

### 103系への改造

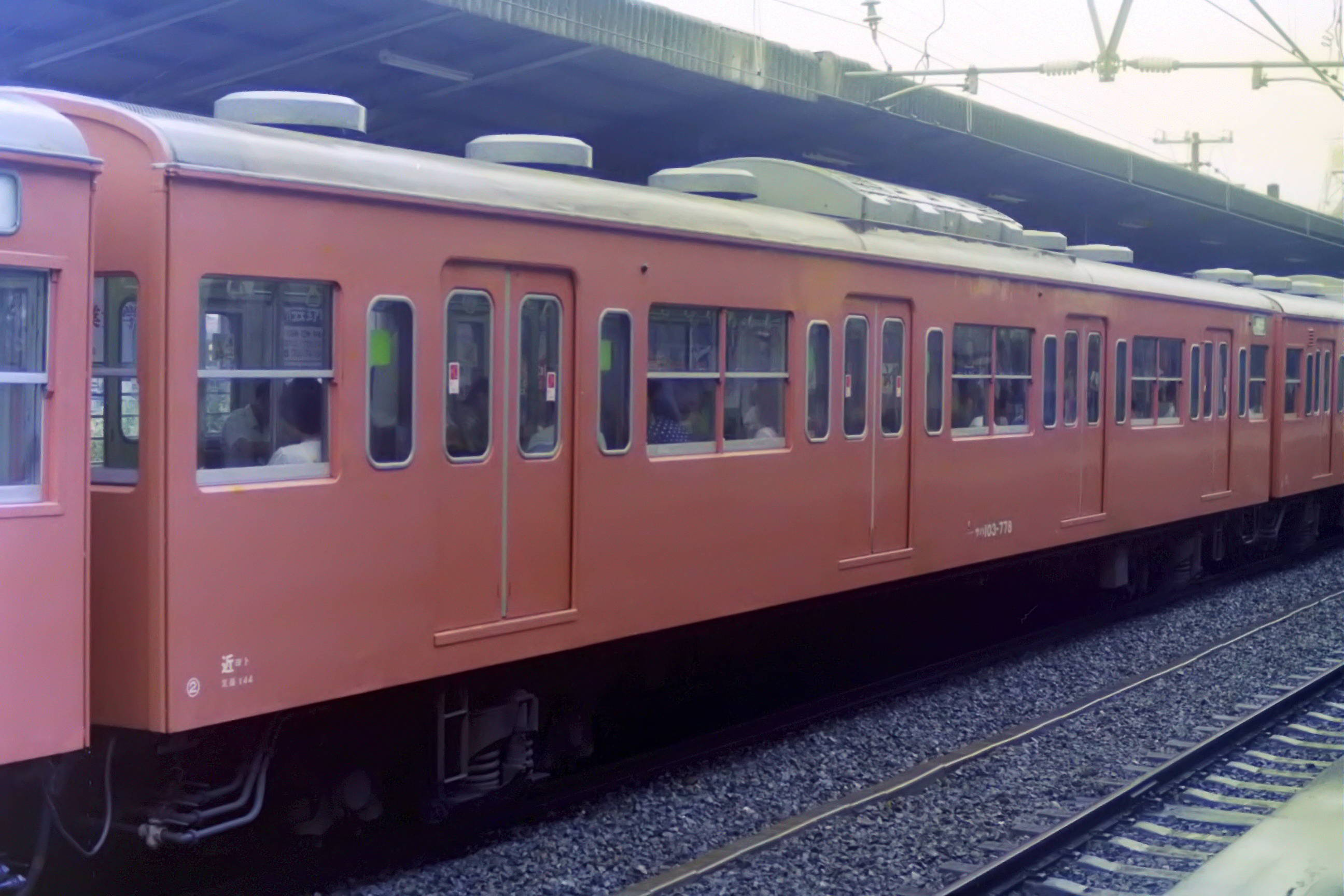
サハ103-778
1987年8月 放出駅

サハ101形とクハ100・101形の一部が103系のサハ103形750番台とクハ103形2000・2050番台に改造編入されている。

### 事業用車・郵便荷物車への改造
戦前からの省型電車や買収国電などからの改造車が多く、老朽化が進んでいた事業用車や郵便・荷物車などの置き換えを目的に、101系の改造名義による1M方式の電車が145系・147系として登場した。145系は発電ブレーキを装備していないが、147系は勾配線区用に抑速ブレーキを搭載するために発電ブレーキが設置された。これらは101系からの改造とはいえ、車体を新製し、モーター・ブレーキ・台車などを流用したものと考えて良い。

#### クモル145・クル144形への改造

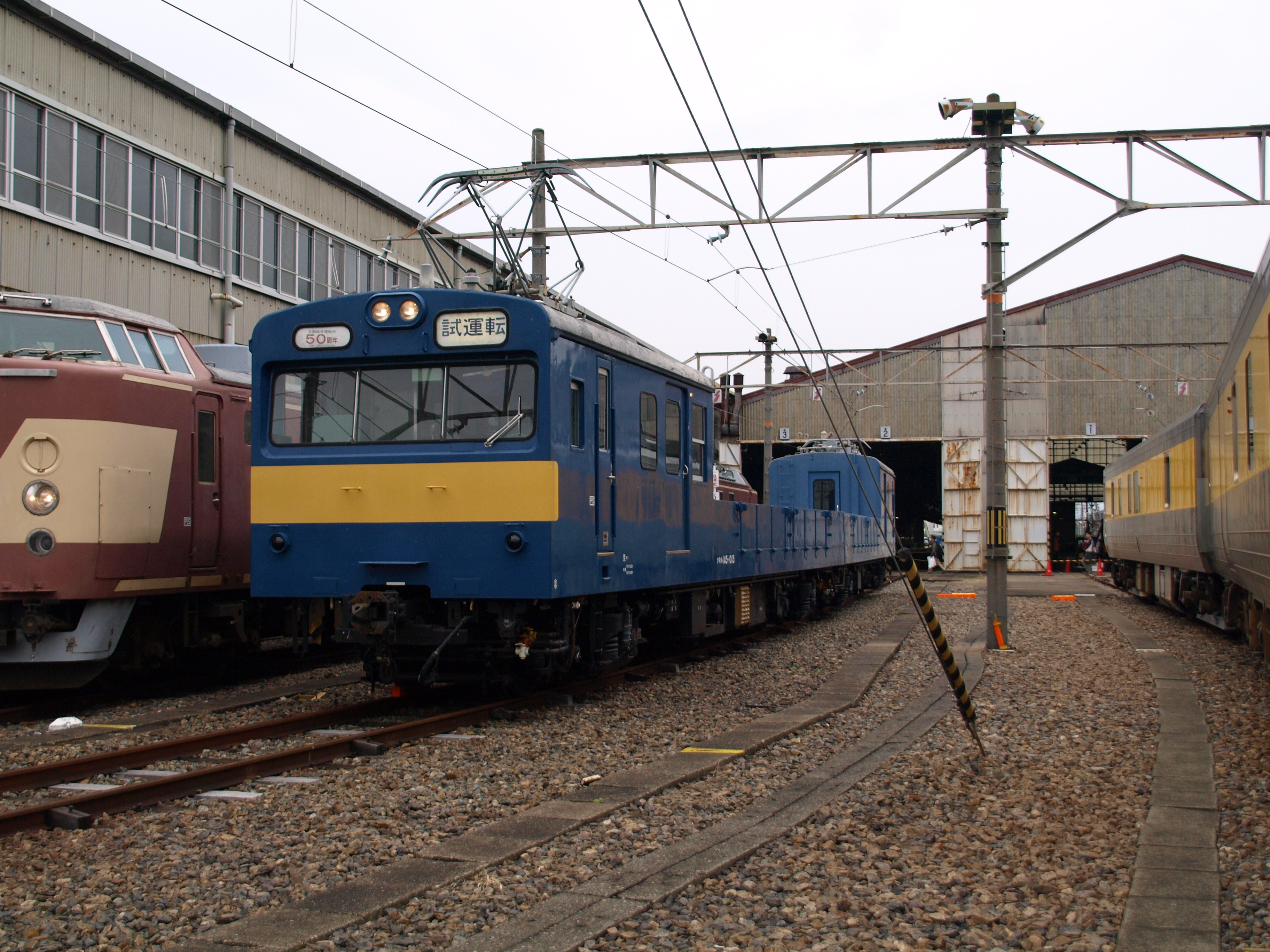
クモル145形

1979 - 1981年度にかけて、17 m級車体の旧性能配給車を置き換えるためクモル145形・クル144形へ32両が改造された。車体は17 m級となり、後方3分の2ほどの部分は屋根のない積載スペースとされた。
西日本旅客鉄道（JR西日本）に継承されたクモル145形では、1998年度よりクモヤ145形とともに主電動機を出力120 kWのMT54系に換装した1000番台に再改造された。クモル145形の改造両数は3両である。

#### クモヤ145形への改造

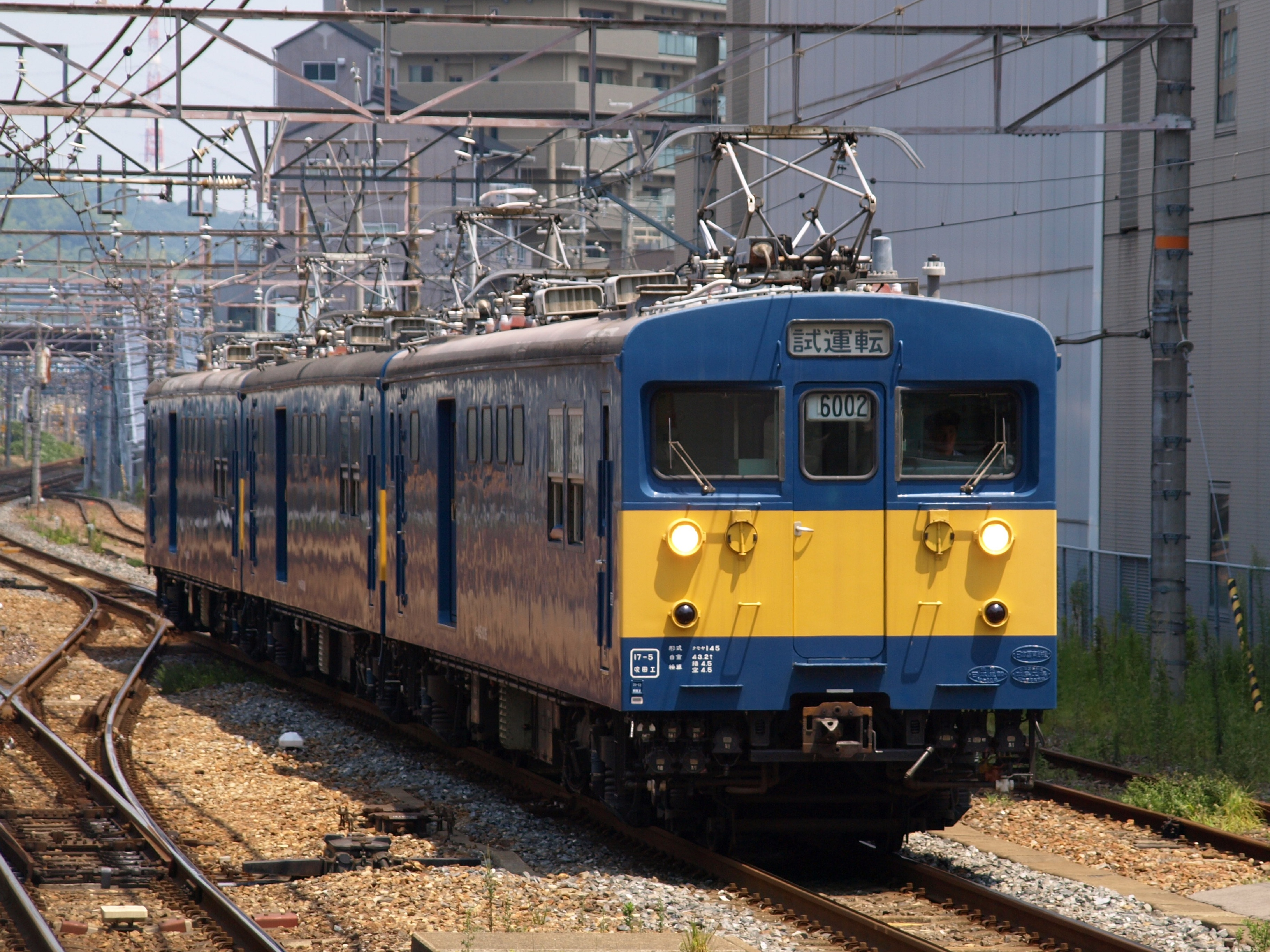
クモヤ145形

1980年度から1986年度にかけては、72系改造の旧性能牽引車を置き換えるためクモヤ145形へ38両が改造された。0番台は純粋な牽引車であるが、100番台以降は救援車を兼ねて機材搬入口が設置された。200番台は交流区間で制御車としての運用が可能で、600番台は身延線の狭小トンネルに対応した低屋根車である。
クモヤ145形0番台のうち2両は1986年度に交流区間での制御車として使用可能な50番台に再改造された。JR西日本では19両で主電動機をMT54に換装し、1000番台などに改番されている。

#### クモユニ147形への改造

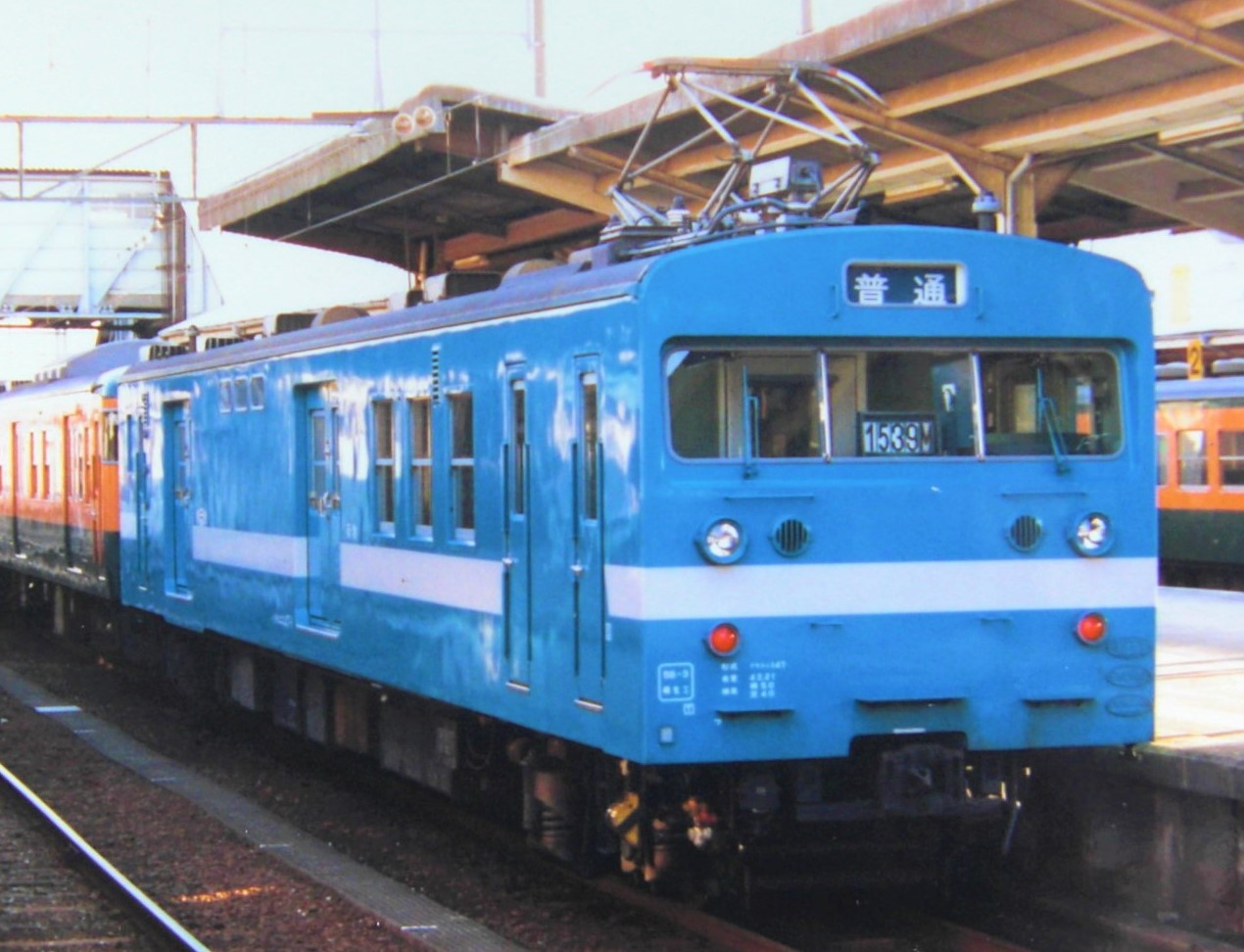
クモユニ147形

1982年度には飯田線の新性能化が行われることになり、郵便・荷物合造車のクモユニ147形へ5両が改造された。機器類はクモヤ145形をベースに抑速ブレーキが追加され、車体はクモユニ143形をベースに空気笛シャッターやスノープラウなど耐雪設備を省略した構造となった。
鉄道による郵便・荷物輸送の廃止に伴い、1986年に全車が123系のクモハ123形40番台に改造され、身延線に投入された。
東海旅客鉄道（JR東海）に継承されたクモハ123形40番台は冷房改造時に5040番台へ、貫通路設置時に5140番台へ改番されたほか、クモヤ145形600番台がクモハ123形600番台に再改造された。その後も身延線で運用されていたが、2007年（平成19年）に313系に置き換えられた。

## 試験
国鉄初の新性能電車であった101系では、以降に登場する新性能電車の開発にも繋がる試験が実施された。

### 高速度試験
登場して間もない1957年（昭和32年）10月に試作車4両（モハ90501・モハ90502・モハ90003・モハ90500）を用いて東海道線（浜松 - 米原間）で高速度試験が実施された。試験車はDT21X台車の歯数比を3.95の高速型に変更し、モハ90502の台車のまくらばねをコイルばねからベローズ式空気ばねに変更したDT21Yに換装して乗り心地の比較検討も行われている。
この試験の成果により、国鉄初の特急形電車で後の国鉄特急形電車の礎となったモハ20系（称号改正に伴い151系）や新幹線電車の成功に大きく貢献した。また、この試験の際に切妻型ながら当時の国鉄車両における速度記録である135 km/hを記録した。なお、当時の狭軌の日本国内記録は小田急3000形電車 (初代)「SE」の145 km/hで、国鉄車としては後にクモヤ93形が175 km/hを達成している。

### MT909形主電動機試験
大出力主電動機を搭載した新系列通勤型電車計画の一環として、1960年度に出力120 KWのMT909形主電動機が試作され、1961年1月にクモハ101-69とクモハ100-70によるユニットで試験が行われた。この試験結果は出力120 kWのMT54形主電動機の量産に反映されており、MT54形は通勤形電車では採用されなかったものの、近郊・急行・特急形電車の勾配線区向け出力増大車（115系・165系・181系など）に採用された。

### チョッパ制御装置試験
1967年度には101系3両編成（クモハ101-69・モハ100-805・クハ100-18）の車内に電機子チョッパ制御の制御装置を搭載し、横須賀線で試験が行われた。1970年（昭和45年）には房総西線（現・内房線）で同様の試験が行われた。

### 界磁制御・インバータ制御試験
次世代近郊形電車用の制御方式として、1983年度にクモハ101-179・モハ100-228の2両に界磁添加励磁制御の制御装置を仮設して関西地区の東海道・山陽本線で現車試験が行われ、後の211系の開発に繋がった。1985年度にはクモハ101-60を用いてVVVFインバータ制御の現車試験が静岡地区の東海道線で行われた。

### すべり粘着台車試験
1986年度にはサハ101-1007に粘着係数を測定可能なすべり粘着試験台車TR910形を装着し、山手線、横須賀・総武快速線、飯田線などで試験が行われた。この試験結果を元に、クモニ83形800番台を改造したすべり粘着試験車クヤ497形が1987年3月に登場している。

### 横風特性試験
1991年（平成3年）4月1日 - 10月31日まで、複線化により廃止となった外房線太東 - 長者町間の旧夷隅川橋梁上で「車両の横風に対する空気力学特性に関する現車試験」が行われ、同年1月20日に南武線本線でさよなら運転を行った編成からクハ101-77を抜いた5両が試験に使用された。
この試験は1986（昭和61）年12月28日に発生した「旧余部橋梁列車転落事故」の後に設置された「余部事故技術調査委員会」が、「横風による車両の空力特性は、車両形状のみならず橋梁などの路盤（軌道）形状にも依存する」と結論付けたことを受け、鉄道総合技術研究所（鉄道総研）が現車試験を行ったもので、「空気力」の変化を計測する機器をクモハ101-206に搭載し、自動で計測、記録が行われた。

## 沿革

### 費用対効果と時短効果
| 項目          | モハ72・73 | クハ79 | 101系 |
| ------------- | ---------- | ------ | ----- |
| 出力（kW）    | 554        | 554    | 775   |
| 価格（万円）  | 2,350      | 1,120  | 2,400 |
| 比較編成      | 6M4T       | 6M4T   | 10M   |
| 1両当たり価格 | 1,858      | 1,858  | 2,400 |

国鉄本社が実施した従来車との比較では、登場当時は次のようになっている。この時は101系にT車を挟んだ編成との比較は発表されていない。
なお岡部によれば、当時よりこの他に導入路線である中央線では、10M編成での置き換えを実現するためには数10億円の変電設備増強費が必要と見積もられている。1958年（昭和33年）当時、101系による置き換えを考えていた中央線の運用車両数は437両で、1959年（昭和34年）に武蔵小金井への車庫設置を控えていたこともあり、増加傾向にあった。また、変電所の増設はイニシャルコストであるが、この時は電力費など固定費的な運用コストの比較は実施していない。72系を10Mにしても一定の時間短縮効果は得られるが、101系10Mは72、73、79系の6M4Tに比較し、加速で最高9秒、減速で最高11秒の短縮が見込まれていた。また、開扉時には94 cmの片扉に比較し、130 cmの両扉は開閉時間で2秒、幅の拡大効果で乗降時間平均9秒程度、計10秒前後の短縮が可能であると見積もられている。特に、扉の効果は後述の加減速性能の低下した編成でも同様の効果を発揮するものであった。

### 発展型の是非
101系の主電動機の熱問題は、同じMT46Aを用いた中・長距離電車でも発生していたが、常時使用で問題になる101系と違って中・長距離電車の場合は故障時に編成の一部の電動車をカットして走行していた。国鉄では1960年2月以降101系に代わる次期通勤電車の開発にかかっており、大出力の主電動機を用いて、電力消費量が増えた分を回生ブレーキによって補うことが考えられ、この2点に関する試験が行なわれた。その結果、中・長距離電車用には大出力主電動機MT54が採用されたが、次期通勤電車への採用は見送られた。出力増強の対になる回生ブレーキ試験の結果がかんばしくなく、加減速が頻繁な通勤電車で回生ブレーキを使わずに主電動機のみ増強した場合の必要電力の増大が許容できなかったため、以後の通勤電車は101系の出力増強形でなく経済性に特化した103系が用いられた。
電力回生ブレーキは1960年3月に101系910番台を製造し1960年6 - 7月に試験を行った。主電動機増強試験は120 kWのMT909型試作電動機を101系に取り付けて1961年1月に実施し、その結果MT909は120 kWのMT54に発展していった。一方通勤形に対しては回生ブレーキを使わずに主電動機のみ増強した場合、一時間定格電流が360 Aとなるため、当時の通勤各路線のピーク電流問題を考えると変電所の増強が必要になること、出力が増強されても山手線や京浜東北線などの通勤路線をMT比1:1で使用した場合のRMS電流が一時間定格電流の93 %に達し、103系の78 %に対して負荷が大きいこと、出力アップにより消費電力量が増えるなどの問題があった。
RMS電流は、駅間距離が伸びて惰行時間が増えれば改善できるので、都心部の駅間の短い路線ではなく東海道山陽線などの駅間距離が長い路線であれば問題無く使うことができる。しかし、ラッシュ時の査定ではあるが駅間距離が比較的長い路線であっても、4 km程度までであれば101系のMT54取付形式よりも次期通勤電車として設計された103系の方が運転時間や消費電力量で有利である点が確認された。

### 計画の頓挫
試作車10両1本が1957年（昭和32年）に登場し、12月から営業運転を開始したが、すぐに使用電力の多さが問題になり、限流値の抑制により加速力を抑えて運転することとなった。
応荷重装置を用い限流値を空車時350 A - 満車時480 Aとすることで乗車効率に関わりなく起動加速度を3.2 km/h/sとする運転方法は、5ユニットによるピーク電流が5,600 Aにも達することと、架線がシンプルカテナリーでありパンタグラフが2両に1つとなり、集電量が増加したことによる架線温度上昇の問題が出たため全性能運転ができず、応荷重装置を未使用にして限流値を乗車効率に関わりなく280 A固定とすることで、ピーク電流を編成当たり3,650 Aに抑制して運行することになった。そのため起動加速度は乗客数によって変化した。
このため、全電動車編成でありながら付随車を従えて走る旧形電車と性能面では変わらなかった。翌1958年（昭和33年）3月に量産車が同じく全電動車10両で同線に投入されたが、試作車の投入時と状況は変わっておらず性能を十分に発揮できなかった。
10M・100 %乗車時の起動加速度は約2.2 km/h/sであり、旧形電車の6M4T・100 %乗車時の起動加速度は約2.0 km/h/sである。
当時は車両を作っても増発分で手いっぱいで老朽車の置き換えが滞っていた。編成全車が製造費用の高い動力車でありながら性能を殺して運転するのは非効率であることから、1958年11月より全電動車編成をやめ、中間に2両の付随車を入れた。付随車を入れた編成は限流値を350 A固定まで引き上げたが、動力車が減ったため起動加速度は全電動車時代と大きく変わっていない。このとき製造された付随車は将来的に電気設備などが増強された際に容易に電装改造ができるような構造としていたが、全電動車編成による高加減速高速性能という当初の思想は後退することになった。

### 主電動機の問題点
電力設備が整っていないことによって性能を抑制せざるを得なかった101系だが、中央線の新性能化後は京浜東北線や山手線など他の通勤路線に順次投入することが考えられており、これらの路線の多くが8両編成であること、電気設備が中央線同様101系の全性能運転には耐えられないこと、車両製造費を抑制したいことなどから電動車と付随車を4両ずつ連結したMT比1:1で計画が進められたが試験の結果、主電動機の温度上昇の点でそれは困難であり、8両編成で運転する場合は電動車が6両必要となるが、電力設備の制約で限流値も抑えて中央線同様に性能を抑えざるをえず、車両製造コストとその効果を考えると非効率であるとの認識が広まった。
100 kWの主電動機を用い一時間定格電流300 Aに対して20 %ほど過負荷を掛けて起動している状況でMT比1:1にすることは主電動機の温度上昇が限界に達する可能性があった。さらにMT比1:1にすると加速度が旧形国電以下に落ちることから加速度を維持するために起動電流を多く流す必要があるが、主電動機の温度上昇問題もあり、どの程度まで過負荷にできるかは未知数であった。そこで1959年11月に営業列車を用いてMT比1:1とした場合の主電動機の温度上昇についての試験を行ったところ、MT比1:1で限流値350 Aの場合は閑散時もラッシュ時も限界温度以上の熱を持つことが判明した。
この結果、101系を4M4Tで使用することは、起動加速度を維持するどころか運転自体ができないと判断された。
さらに、1959年頃より電動機の熱容量を机上で計算する方法としてRMS電流計算が用いられるようになったことで、これは主電動機にどの程度電流が流れるかを運転曲線から計算するため実車試験が不要で、多くのシミュレーションを事前にできることから急速に普及し、これに関連して速度定数査定基準規程にも主電動機の温度上昇の限度としてRMS電流値が一時間定格電流の80 %以下でなければならないことが規定された。
この結果、101系を全電動車編成として使うことを想定して仕様が決定されたMT46Aは、単体では定格速度が高いことから起動加速度が低くなり、6M4Tで2.0 km/h/s程度の加速度を得るにも過負荷電流を流さなければならなくなった。力行率を低くしなければ主電動機の熱容量不足に陥ることを意味し、惰行の少ない高速運転や駅間距離の短い線区などの使用には適さなくなった。また、熱容量の問題から編成は電動車2両に対して付随車1両連結までを基本としたが、7両編成では4M3T、10両編成では6M4Tまでが許容範囲とされた。

### 中央線の新性能化と次期形式の策定
主電動機の熱容量問題を踏まえ、国鉄運転局では1959年末には次期通勤電車の必要を説いており、1960年2月には「通勤電車の問題点」という小冊子をまとめている。汎用的通勤電車として101系が使えないことが明確になったことから、どのような線区でも設備投資を増強せず使用でき、車両制作費の面でも経済的なMT比1:1編成が可能な標準型通勤電車（後の103系）の開発を始めていく。その間も101系による通勤輸送増強は続けられ、1959年の主電動機の熱容量試験を受けて101系を8M2Tからさらに付随車の数を増やし6M4Tとして中央線で使用することで車両投入費を抑制することを計画、1960年末には新性能化を完了する。また、このとき新たに製造された制御車およびMG・CP付の付随車も1958年に登場した付随車同様、容易に電装改造ができるようになっていた。
この1960年度新性能化達成の際には、基本編成8両と付属編成2両の組み替えが発生することになった。基本編成を4M4Tにするのは試験結果から不可能であり、基本編成と付属編成の両数を変えるしか無い。しかし、当時はラッシュ後の日中には基本編成のみの8両での運転が多くあり、基本編成を4M3Tの7両とし付属編成を2M1Tとした場合は日中の輸送力が1両分減ることになる。
そこで、この件に関して当時の中央線の所轄局である東京鉄道管理局に運転計画を検討させ、基本編成の7両編成化による6M4T化での運用は可能であるとの結論から中央線編成を6M4T化することになった（1960年11月21日改正から開始、1961年10月改正で完了）。また、全電動車編成から付随車を2両挿入した時と同様に、電動車が減ったことにより限流値を380 A固定に引き上げ、加速度はほぼ2 km/h/sと実用上問題ないレベルとした。

### 次期通勤電車までのつなぎ
101系が通勤輸送を改善する最善手にならないことは明らかではあったが、次期通勤電車の設計には回生ブレーキなどの試験結果なども待つ必要があり、当面は101系による増備を続ける必要があった。1960年からは大阪環状線に、1961年からは山手線にそれぞれ投入され、大阪環状線は4M2T編成、山手線は20 m車7両が最大編成であったことから4M3Tで投入される。なお、山手線には後の総武・中央緩行への転用を前提とし、その所要数を超えない範囲で投入された。
しかし、シミュレートの結果、熱容量的に山手線のように駅間距離が短いとRMS電流が大きくなることと、ピーク電流が3,000 Aに制限されていたことから、限流値を300 Aに下げ、電気ブレーキも使わない運転方法をとらざるを得ず、その結果、当時走っていた旧形国電編成よりも山手線一周の運転時間が伸びるという逆転現象も発生した。後にホーム延伸と変電所増強により、6M1T編成を経て6M2T編成となり、加速度の問題は部分的に解消されたが、電動車の比率の高さのために不経済さは一層際立った。
1963年、新形車両として103系が登場した。電動機には、高速性能よりも加速性能と電力の経済性を重視して、低回転型でより出力の大きいMT55形モーターを採用、MT比1:1と経済的な編成が組めかつ低い限流値でも101系6M4T編成並みの起動加速度を確保した。山手線には1963年からこれをウグイス色の塗色で投入して、101系は1964年から中央・総武緩行線に黄色の塗色のまま転出した。その後、101系は全電動車方式が放棄されたため、1963年度の増備車以降は付随車・制御車の電装準備工事は廃止され、サハ100形は製造中止となった。さらに、1965年度の増備車からは台車も完全な付随台車（TR64形）となっている。

### その後
本来、中央線用として500両程度作ればよかった101系の製造が完全に打ち切られたのは、103系の製造開始から6年が経過した1969年（昭和44年）であった（電動車が1966年、付随車が1969年）。これは山手線から総武緩行線に101系を転用する際に編成両数の違いから中間に制御車2両を組み込む必要が生じたことと、大阪環状線など一部の増備に際して形式統一の見地から新造車が必要となったためである（大阪環状線への103系投入は1969年の暮れ以降）。また、一部には151系の181系化改造によって余剰となったMT46A形主電動機が流用された。その結果、製造両数は1,535両に及び、国鉄電車としては103系、0系、113系、115系に継ぐ第5位の大量生産車であるが、1,000両近くが101系の性能に適さない路線で使用された。また、6M4Tでの運転自体も性能ギリギリだったことから冷房化改造も満足にできないなどの弊害があり、103系の設計の間に101系を投入せざるを得なかった総武線は冷房化率を上げることが困難であった。
最初の投入線区である中央線快速での運用を終了したのは、201系量産開始後の1985年（昭和60年）3月14日のダイヤ改正である。
101系は、起動時の加速度は103系に劣ったものの、ブレーキの応答性も高く、減速時の扱いは103系よりも良いといわれていた。なお、101・103系が混運用する場合は、101系の走行性能に合わせる形で103系の限流値を落とすことで使用していた。応荷重装置を使う場合の103系冷房車の空車時の限流値は300 Aであるが、中央線の103系は応荷重装置を使わず、空車以下の290 Aに限流値を固定して使っていたので、加減速共に悪かった。これは中央線だけでなく101系が先に入った路線に共通している措置であり、運転士の体験談などは性能を落とした103系との比較である点は注意が必要である。なお、力行ノッチ曲線で見る限り103系の100 km/h時の引張力はユニット当たり約1,900 kgfで101系の約1,300 kgfよりも大きく高速でも103系の加速力の方が高い。
101系電車は、早いものでは製造から約20年で廃車されたが、これは同時期に製造された153系、157系、181系も同様である。1984年に国鉄本社旅客局は、「初期の新性能電車101系などは最近のものに比べて防錆対策が確立されていない時期の製作であるため車体腐食がかなり進んでいます」とコメントしていた。

## 国鉄・JR各社別概況

### 国鉄時代
101系は電動車が1966年（昭和41年）、付随車が1969年（昭和44年）まで製造された。首都圏では山手線・京浜東北線・中央線快速・青梅線・五日市線・武蔵野線で使用され、近畿圏では1960年に城東線（後の大阪環状線）に、1973年には関西本線の奈良駅以西電化時に、1976年には片町線に投入された。
1979年（昭和54年）までは事故以外の廃車はなかったが、同年に201系の試作車が中央線快速に登場したことから同線を皮切りに老朽化に伴う廃車が始まった。大半は国鉄時代に廃車または他区への転属によって姿を消し、関西地区では関東地区よりハイペースで103系への改造や廃車による撤退が進められた。なお、国鉄時代の廃車は全て非冷房車で、冷房改造車は103系750番台に改造された車両を含めてすべてJRに継承されている。
101系の総製造数1,535両のうち、JRに継承されたのは224両であった。

### JR東日本
JR東日本には210両が継承された。中央・総武緩行線・南武線・鶴見線で運用され、このうち南武線のみ冷房車が含まれていた。しかし、民営化後間もなくこれらの各線から次々と撤退し、1992年（平成4年）以降は南武線浜川崎駅 - 尻手駅間（南武支線）の2両編成3本（6両）のみとなっていた。南武支線はJRグループ最後の101系運用線区となっていたが、2003年に運用を終了した。

### JR西日本
JR西日本には片町線の14両（うち冷房車8両）が継承された。編成はMM'×2が中央・総武緩行線からの転入車（非冷房でT車代用として使用）で他は大阪環状線からの転入車であった。1989年には最後まで残った片町線の2編成が桜島線へ転用されたが、1991年4月の大阪環状線開業30周年イベントによる「歴史電車」の運転を最後に運用を終了した。

## 運用
101系は中央線・大阪環状線・山手線・総武線を中心に増備されたが、電動機の熱容量問題から駅間距離の短い路線での使用は不利な状況で、比較的どのような路線でも使える103系が製造され始めると、101系にとって一番条件に合わない山手線から撤退する。ここでは、時系列的に各路線への進出を見ていくことにする。

### 関東地区

#### 中央線快速・青梅線・五日市線

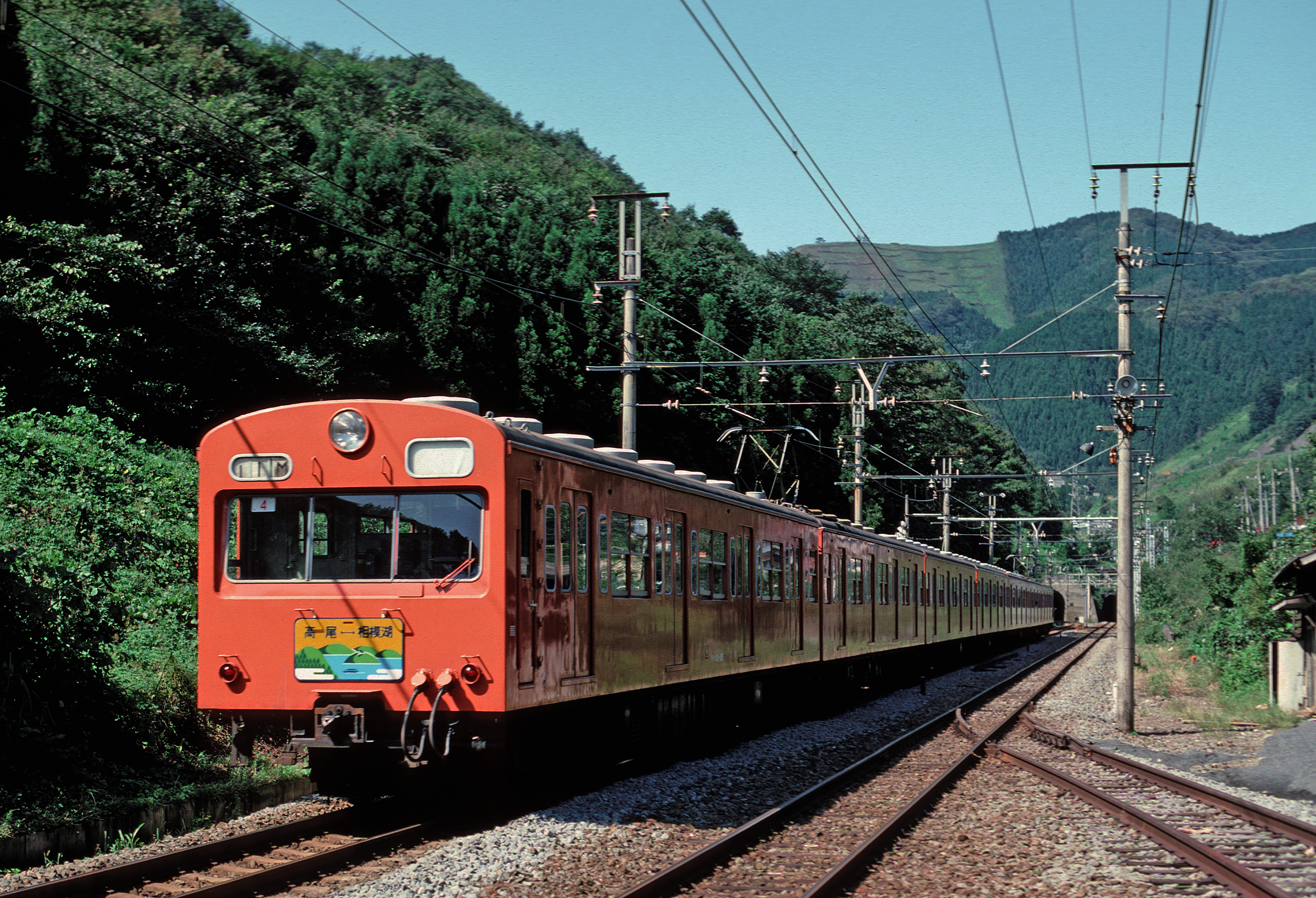
高尾駅 - 相模湖駅間の臨時列車の運用に就いた101系
（1982年9月）

中央線快速は国鉄初の新性能電車であるモハ90系の最初の投入線区であり、1957年12月より中央本線の急行電車としてモハ90系試作車の営業運転が開始された。塗装はオレンジバーミリオン（朱色1号）となり、この塗装は後の103系、201系の車体色やE233系の帯色にも継承された。
モハ90系は1958年3月より量産車の投入を開始して、増備が続けられた。101系の中央線投入で捻出された72系は山手線へ転属して17 m級車を置き換えたほか、山手線で72系に置き換えられた17 m級車は南武線・青梅線の増発および買収国電置き換えなどに転用されている。
当初の編成は基本8両編成と付属2両編成で、最大10両編成の全電動車による運転が計画されていた。しかし全電動車10両編成では変電所の許容量を超えるため、試作車の運転開始直後から限流値を280 Aほどに抑えられたとされており、当初より本来の加速性能を落として運用する状況にあった。その後の性能試験の結果、モハ90系統一までは暫定的に基本編成に付随車2両を挟んだ6M2Tの8両編成で増備されることになり、将来の電動車化を考慮した付随車としてサハ98形が登場している。
1959年6月の形式称号変更により、モハ90形・サハ98形は101系と呼ばれるようになった。1959年11月のダイヤ改正では101系8両基本編成の青梅線乗り入れが開始されたが、変電所容量の関係で青梅線内では電動車1ユニットを無動力として4M4Tで運転された。
101系は10両編成で8M2Tの高い電動車比率であり、付随車も将来の電動車化が想定されていた。しかし電動車の新造費用は付随車よりも約1,000万円高く、国鉄の限られた予算の中で電動車の多い101系を増備するのは割高で大きな負担となった。将来的に101系に統一されても変電所の増強など多大な投資が必要で、将来の輸送量増加にも見合わないことが分かり、国鉄では101系の電動車比率を下げることが検討されるようになった。101系の主電動機性能では4M3Tが限界とされたため、10両編成で6M4Tとなるよう基本編成が4M3Tの7両、付属編成が2M1Tの3両となる編成への組み換えが1960年に行われた。中央線急行電車は1960年に101系で統一された。
1961年3月17日、中央線急行電車は快速電車の呼称に変更された。これは1960年に新宿 - 松本間で急行料金を要する気動車急行列車「アルプス」の運行が開始されたことにより、急行料金が不要な速達列車を区別するためである。同年3月20日には中央線国電区間の最西端である浅川駅が高尾駅に改称された。1961年投入の101系には高尾以西の狭小トンネル区間にも入線可能な低屋根車800番台も含まれており、平日は中央線快速の運用に入ったほか、休日は新宿 - 甲府間定期列車の代走や高尾 - 相模湖間臨時列車（相模湖臨）などに運用された。
中央線快速電車の車両基地は中野電車区・三鷹電車区・武蔵小金井電車区の3区所に置かれていたが、輸送力増強のため1963年に豊田駅西方に車両基地が開設され、1966年11月10日には豊田電車区が発足した。中野電車区は緩行線電車のみの所属となり、三鷹電車区は地下鉄東西線直通用301系や中央東線普通列車用115系も配置されるようになった。
1967年7月3日、中央線快速の東京 - 高尾間で特別快速の運転が開始された。運行開始当初は前面窓の内側に「特別快速」の小型表示版が掲出されたが、9月には大型のヘッドマークに変更された。この表示版・ヘッドマークには「特」と「快」の文字が大きく書かれていたため、特別快速を「特快」と略す呼称が定着した。
中央本線の支線で国分寺 - 東京競馬場前間を結ぶ下河原線では、日中の閑散時間帯には旧性能車のクモハ40形が使用されていたが、朝夕のラッシュ時や東京競馬場での競馬開催時には101系が運用された。

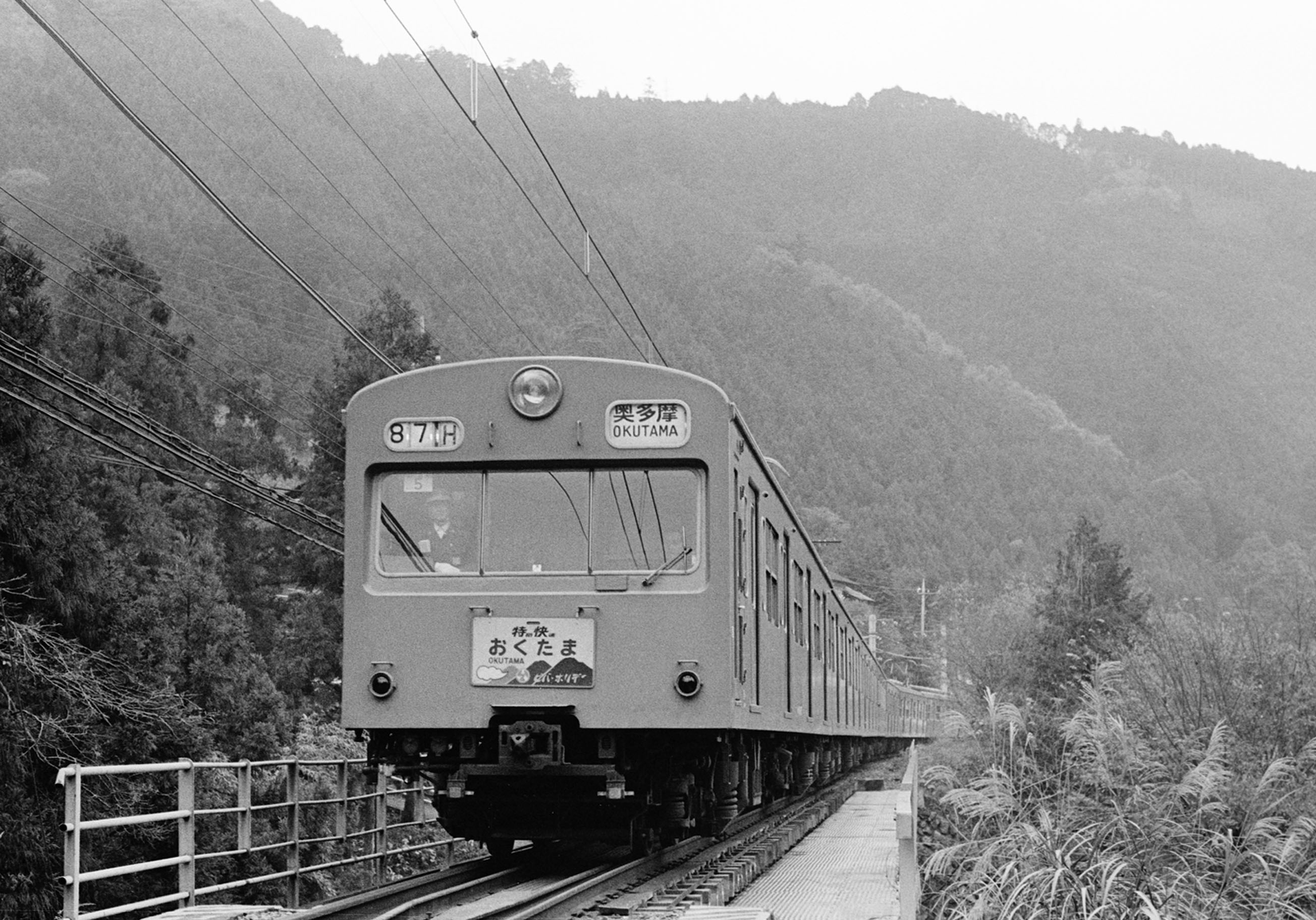
青梅線沢井駅－御嶽駅間を走行中の特別快速「おくたま」
（1982年11月）

青梅線では戦後の1949年より中央線との直通運転が行われており、101系も旧性能電車の置き換えで1960年代より氷川・御嶽方面への直通運転列車に使用されていた。1970年4月20日のダイヤ改正で春から秋の行楽シーズン休日に運転される臨時特別快速が設定され、翌1971年より新宿 - 氷川間が「おくたま」、新宿 - 御嶽間が「みたけ」の列車名となった。
1971年2月1日には青梅線の氷川駅が奥多摩駅へ改称されるとともに、奥多摩 - 東京間の直通列車と五日市線の武蔵五日市 - 東京間の直通列車がそれぞれ運転を開始した。1971年10月1日のダイヤ改正では「みたけ」1往復が武蔵五日市発着編成と拝島駅で分割併合を行うとともに、翌1972年より五日市線直通列車に「あきかわ」の愛称が付くようになった。同年7月以降は「おくたま」「みたけ」全列車が「あきかわ」と併結するようになった。当初は濁らない「あきかわ」表記であったが、後に濁る表記の「あきがわ」に変更されている。
1972年10月のダイヤ改正では平日にも中央線と青梅・五日市線を直通する快速電車が増発され、拝島駅で分割併合が行われたほか、併結列車の五日市線乗り入れや五日市線内運用も設定された。
1972年夏には101系の試作冷房車が投入されており、国鉄では103系試作冷房車が1970年に投入されていた山手線に次ぐ2番目の通勤冷房車投入線区となった。中央線快速の101系冷房車は主に特別快速で運用された。
1973年4月に武蔵野線が府中本町 - 新松戸間で開業することになり、101系66両が1000番台に改造されて武蔵野線開業用に転用された。中央線快速には103系冷房車66両が豊田電車区に投入されており、101系を103系に編入したサハ103形750番台が組み込まれた。1973年7月の103系投入では中央線快速の101系8両が関西本線電化開業用に転用され、同年9月に鳳電車区へ転属した。1974年には103系3編成で先頭車が高運転台ATC準備車に差し換えられたが、101系への変化はなかった。
1977年の南武線新性能化に伴い、中央線快速と赤羽線の101系が南武線に転用されることになった。三鷹電車区には京浜東北線から103系冷房車が転入しており、モハ90系が初配置された三鷹電車区の101系の配置は消滅した。南武線は支線を除いて1978年に101系に統一されている。
1978年からは101系の老朽置き換えを目的とした103系の新製投入が開始され、101系は1979年に初の老朽廃車が発生した。103系は高運転台非ATC車の103系も新製投入され、101系非冷房車を直接置き換えたほか、101系冷房改造車が南武線の101系非冷房車置き換え用に転出した例もあった。
1979年には電機子チョッパ制御を採用した201系の試作車が三鷹電車区に投入され、同年8月20日より営業運転を開始した。201系は1981年に量産車が登場しており、三鷹電車区は同年10月に、豊田電車区は1983年3月改正で中央線快速用編成が201系に統一された。101系は武蔵小金井電車区に残存したが、103系はこの改正で101系よりも先に中央線快速から撤退している。
1982年からは武蔵小金井電車区にも201系の投入が開始され、残る101系の置き換えが開始された。置き換えられた101系は大半が廃車になったが、1982年8月の台風10号により関西本線王寺駅の留置線で冠水した101系の廃車代替として101系54両が関西地区に転用されており、そのうち16両が元中央線快速用であった。
1983年9月25日限りで101系低屋根車で運転されていた高尾 - 相模湖間の休日臨時列車の運転を終了した。翌1984年5月6日には相模湖湖畔で行われたコンサートの観客輸送として高尾 - 相模湖間で101系10両編成の臨時列車が運転されており、101系が高尾以西へ乗り入れる最後の運転となった。
同年10月1日からは101系の分割運用の一部が201系に置き換えられ、1984年2月1日のダイヤ改正で分割運用が全て201系となった。これにより101系は青梅・五日市線直通を終了し、201系の分割を行わない10両編成と共通運用となった。中央線快速用101系の定期運用は1985年3月13日をもって終了し、中央線快速は1985年3月のダイヤ改正で201系に統一された。
1985年4月29日には中央線快速101系のさよなら運転が行われ、新宿 - 高尾間1往復での「さよなら電車」の運転を最後に中央線快速用101系の運用は終了した。

#### 山手線・赤羽線
山手線には中央線、大阪環状線に次いで1961年より101系が投入され、塗装はカナリアイエロー（黄5号）となった。新製配置に先立って乗務員訓練用に武蔵小金井電車区から池袋電車区へ貸し出された1編成が1961年9月5日より営業運転を開始し、同年10月6日よりカナリア色の101系が新製配置された。山手線への101系投入で捻出された旧型車は京浜東北線・横浜線・南武線などの増発や常磐線の20 m車化に転用されている。
当初の編成は4M3Tの7両編成であったが、駅ホームや車両基地等の留置線の延伸により山手線用101系は1963年10月1日までに6M2Tの8両編成化が完了した。
1963年には山手線が101系で統一されたが、1964年より経済性を重視した103系が導入されたのに伴って中央・総武緩行線へ順次転出し、山手線用101系は1969年4月に消滅した。103系はウグイス色（黄緑6号）の塗装で投入されており、以降の山手線のラインカラーとなった。山手線の101系は将来的に総武緩行線に転用することを前提に投入されていた。
赤羽線も1965年7月から山手線と同じ8両編成になっており、車両の配置も山手線と同じ池袋電車区であった。その絡みもあり、山手線に103系が投入されて捻出された101系を用いて赤羽線の101系化を行った。編成は山手線と同じ黄色（黄5号）の6M2Tが用いられたが、山手線同様に首都圏ATC化路線に指定されたため、1978年2月までに103系4M4Tにて置き換えられた。

#### 中央・総武緩行線

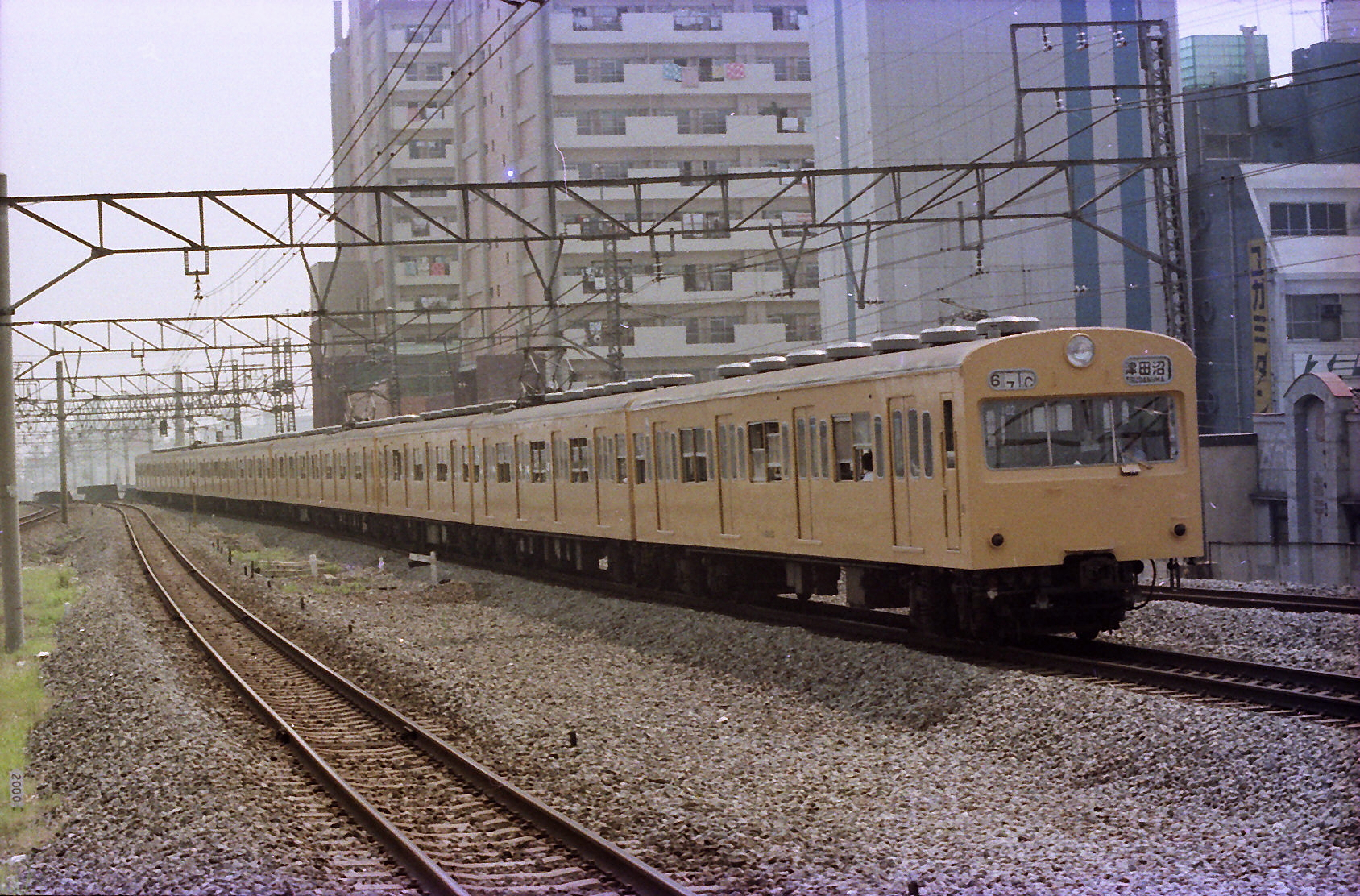
中央・総武緩行線の101系（1978年）

中央・総武緩行線には1963年より101系が配置されていたが、山手線の101系が103系に置き換えられた際にも転用投入された。塗装は山手線時代のカナリアイエロー（黄5号）が踏襲された。総武線の周辺線区電化に伴って101系の運用範囲も拡大し、総武線用101系は房総地区の成田、木更津へも乗り入れたほか、夏季の行楽シーズンには1971年まで「房総夏ダイヤ」による臨時快速電車「さざなみ」などで房総西線の千倉、館山へ乗り入れていた。
東京都心の主要線区としては最も遅くまで101系が残り、中央・総武緩行線の101系はJR化後の1988年11月に定期運用を終了した。

#### 京浜東北線
京浜東北線は、通勤輸送の改善が最優先に行われてきた路線で、新性能化は103系により1965年11月から実施していたものの、配置両数が700両以上と多いことから、1970年に入っても4分の3は旧形国電であった。そこで1970年10月1日ダイヤ改正で通勤路線の運転時分査定が緩和され、中央線と総武線で101系が30両捻出されたことから、この30両を用いて京浜東北線の新性能化を促進することとなり、101系では初めて車体塗装を青色（青22号）にして投入された。編成は中央線や総武線同様6M4Tである。また103系にはラッシュ時にドアに何かが挟まった場合、その挟まったドアのみ再び開けることができる再開閉装置が付いていたことから、転用される101系にも取付改造を施した。なお、山手線用101系には新製時から再開閉装置は付いている。その後、同様な理由で捻出された20両と合わせ、合計50両が京浜東北線で103系と共に運転された。101系の青22号色はこの京浜東北線が唯一の例である。山手線や赤羽線と共に首都圏ATC化路線に指定されたため、1978年3月までに103系に置き換えられた。

#### 南武線
南武線では1969年に中央線快速用編成の貸し出しにより101系が一時期運用されていたが、南武線用として中原電車区に配置されたのは1972年からである。1978年に南武線本線の新性能化が完了した。
国鉄末期には首都圏の101系冷房化改造車が南武線に集約された。103系と205系の投入に伴い、南武線本線の101系はJR化後の1991年に運用が終了した。
南武支線用の車両はJR発足後にワンマン化（塗色も変更）とAU712形による冷房化の2つの改造を受けており、他線で使用されていた車両が全廃された後も長い間使われていたが、205系1000番台への置き換えにより2003年（平成15年）11月28日までに定期運用を終了した。2005年（平成17年）8月1日にクモハ100-172・クモハ101-130が廃車されたのをもって廃系列となった。

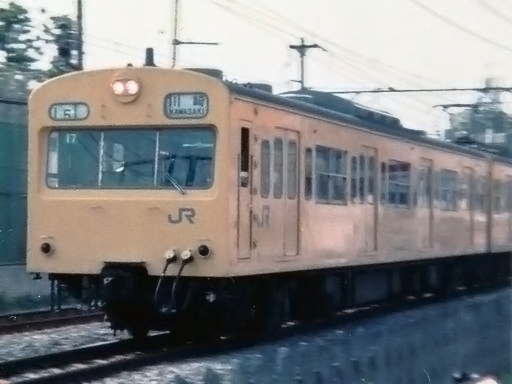
南武線で使用される101系（1990年頃）
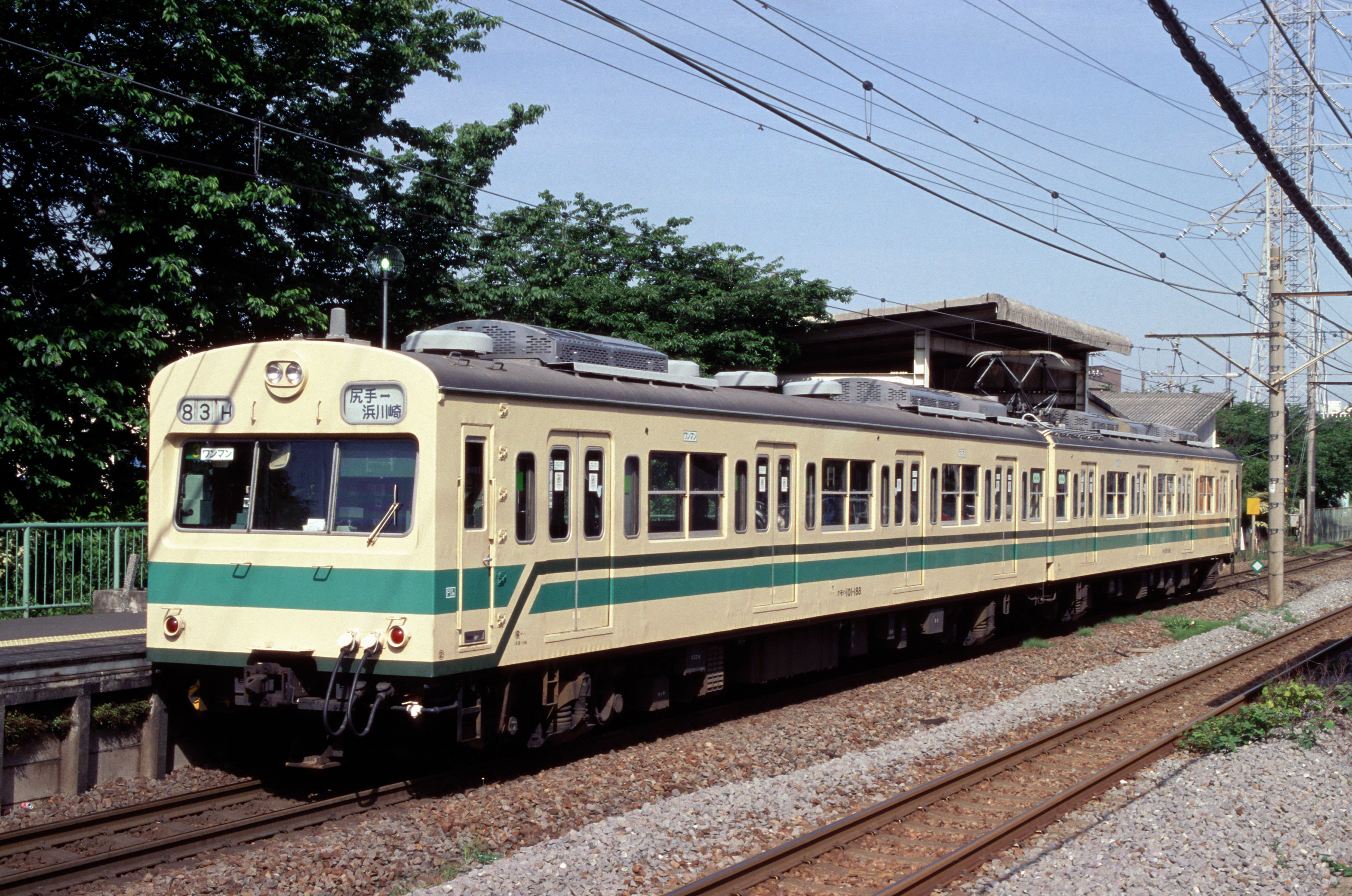
南武支線がJRにおける101系最後の活躍場所となった（2002年5月 川崎新町駅）

#### 武蔵野線

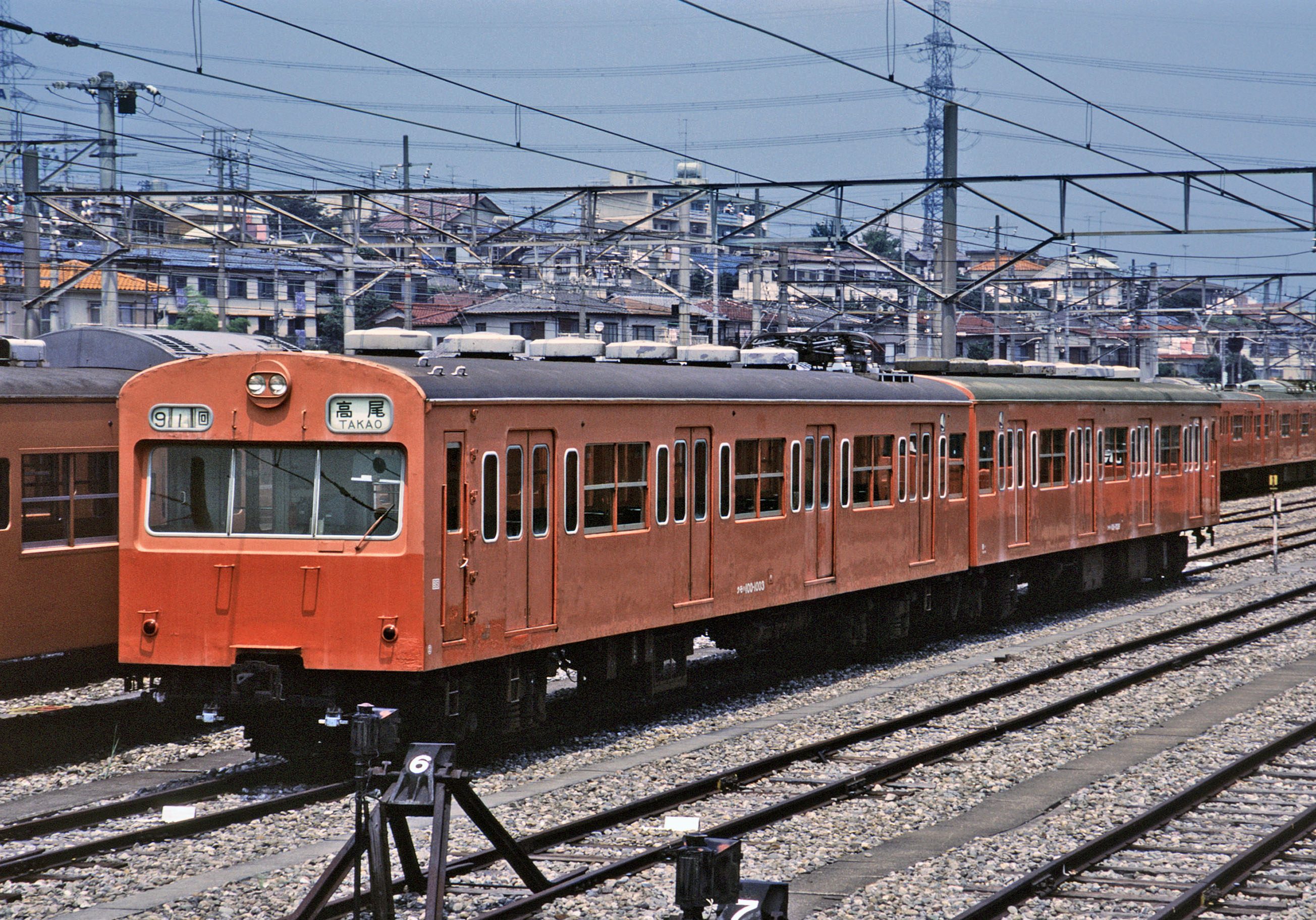
JR東日本に継承されたクモハ100-1003とクモハ101-1006
（1987年7月25日）

武蔵野線では1973年4月の府中本町 - 新松戸間開業時に101系1000番台が改造投入された。改造（転用）後は全車が豊田電車区配置（東所沢電車区常駐）で、武蔵野線で運用されていたが、1986年（昭和61年）3月3日のダイヤ改正で豊田区の青梅線・五日市線用の103系5連が6連に増強されてから共通運用となり、103系や201系とともに両線の6連運用にも充当された。また南武線や仙石線に貸し出されたことや、大宮支線経由の府中本町 - 大宮間臨時列車に充当されたこともあった。
101系1000番台は種車が経年の高い初期車が中心であったこと、また武蔵野線への103系投入に伴い、1986年10月26日のさよなら運転をもって全車が営業運転を終了した。これにより首都圏からオレンジ色（朱色1号）塗装の101系が消滅した。その後国鉄分割民営化時にクモハ101-1006とクモハ100-1003の2両は保留車としてJRに継承されたが、翌1988年（昭和63年）3月までに廃車となった。廃車後に後述の秩父鉄道へ譲渡された車両もある。

#### 鶴見線

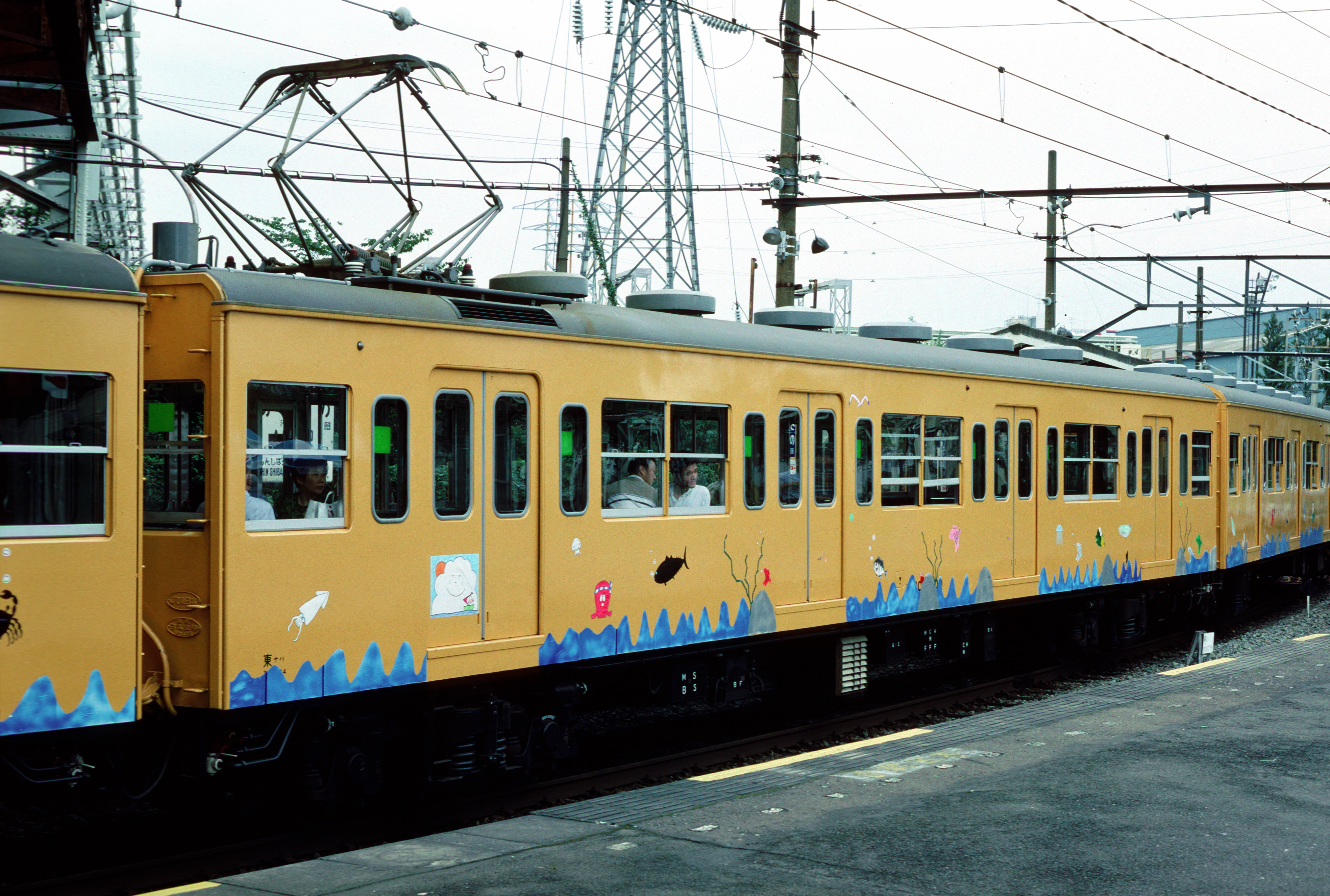
イベントのため装飾がなされた鶴見線 101系

鶴見線に101系が投入されたのは1979年で、翌1980年1月に大川支線を除き101系に統一された。配置は弁天橋電車区であった。民営化後は南武線と同じ中原電車区所属となり冷房車も使用されたが、103系の投入により1992年4月に運用を終了した。

### 関西地区

#### 大阪環状線・桜島線

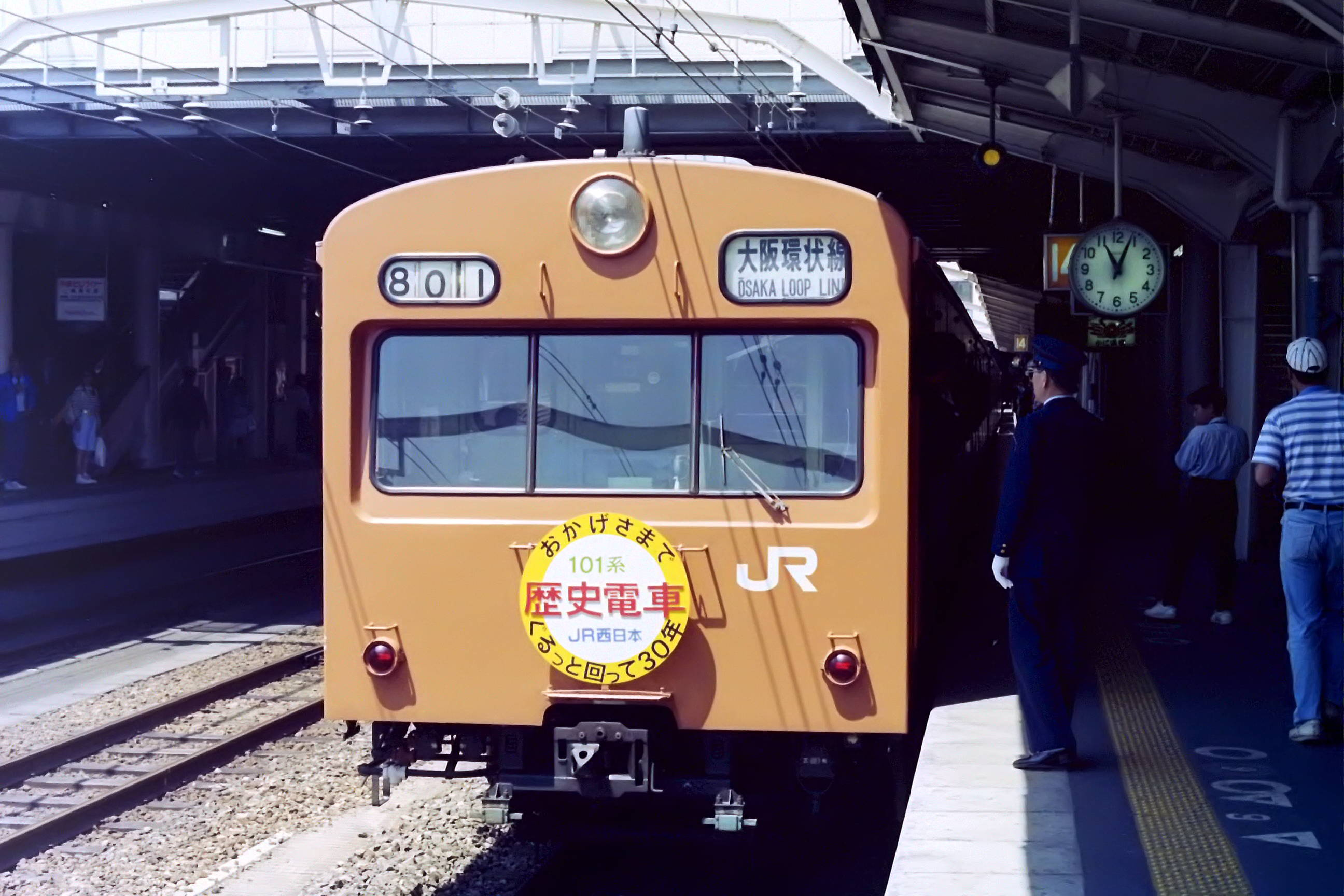
大阪環状線30周年「歴史電車」（1991年4月）

大阪環状線は国鉄で中央線に次ぐ101系2番目の投入線区となり、城東線時代の1960年10月に運転を開始した。101系投入時は大阪 - 天王寺間が城東線、大阪 - 桜島間が西成線の路線名であったが、境川信号場 - 西九条間の新線建設などにより1961年4月25日に大阪環状線が開業し、西成線の西九条 - 桜島間は桜島線に改称された。塗装は中央線と同じくオレンジバーミリオンとなったが、72系など大阪地区の旧性能電車も大半が1959年より中央線の101系に合わせたオレンジバーミリオンに変更されていた。
当初は中央線から転入の電動車に新製投入の付随車を組み込んだ6両編成3本が投入され、淀川電車区に配置された。大阪環状線開業に備えて1960年に開設された淀川電車区森ノ宮派出所にも101系が本格的に新製投入され、森ノ宮派出所は大阪環状線開業直前の1961年4月1日に森ノ宮電車区となった。1962年6月には101系による大阪環状線の新性能化が完了している。
大阪環状線開業後しばらくは西九条 - 天王寺 - 大阪 - 西九条 - 桜島間の逆「の」の字運転であったが、西九条駅の旧西成線区間高架化により1964年3月より環状運転が開始された。1968年3月のダイヤ改正では大阪環状線と桜島線の直通運転がラッシュ時を除いて廃止され、日中の桜島線は101系3両編成による区間運転となったため、首都圏より関西の101系で初のクハが転入している。
1969年には103系6両編成2本が森ノ宮電車区に配置され、同年12月より101系に混ざって運用に入った。1970年12月よりラッシュ時の混雑緩和策として一部編成の8両編成化が行われ、8両編成となった車両は先頭車前面窓内側に「8」の数字が掲出された。1973年には103系新製冷房車の投入が開始され、捻出された101系は関西本線電化開業用に転用された。
1976年には大阪環状線用101系・103系の全車8両編成化が完了し、桜島線も6両編成となった。103系の投入はその後も続けられ、101系は1979年10月に大阪環状線用編成での運用を終了し、以後は桜島線用編成のみの運用となった。
桜島線でも1985年3月のダイヤ改正で103系に置き換えられ、森ノ宮電車区の101系の配置は無くなったが、民営化後に最後まで片町線に残っていた101系2本が6両編成で森ノ宮電車区へ転入し、桜島線での運用が復活した。この編成も207系量産先行車（第1編成）の導入による103系の転配によって置き換えられ、1991年（平成3年）3月に同線での営業運転を終了した。4月29日には大阪環状線開通30周年を記念したイベント電車「歴史電車」が101系で運転され、これを最後に1992年（平成4年）限りで全廃となり、関西地区から101系は姿を消した。
103系への改造車であるサハ103形750番台はその後も一部が残存したが、2002年（平成14年）10月までに全車廃車となった。

#### 関西本線

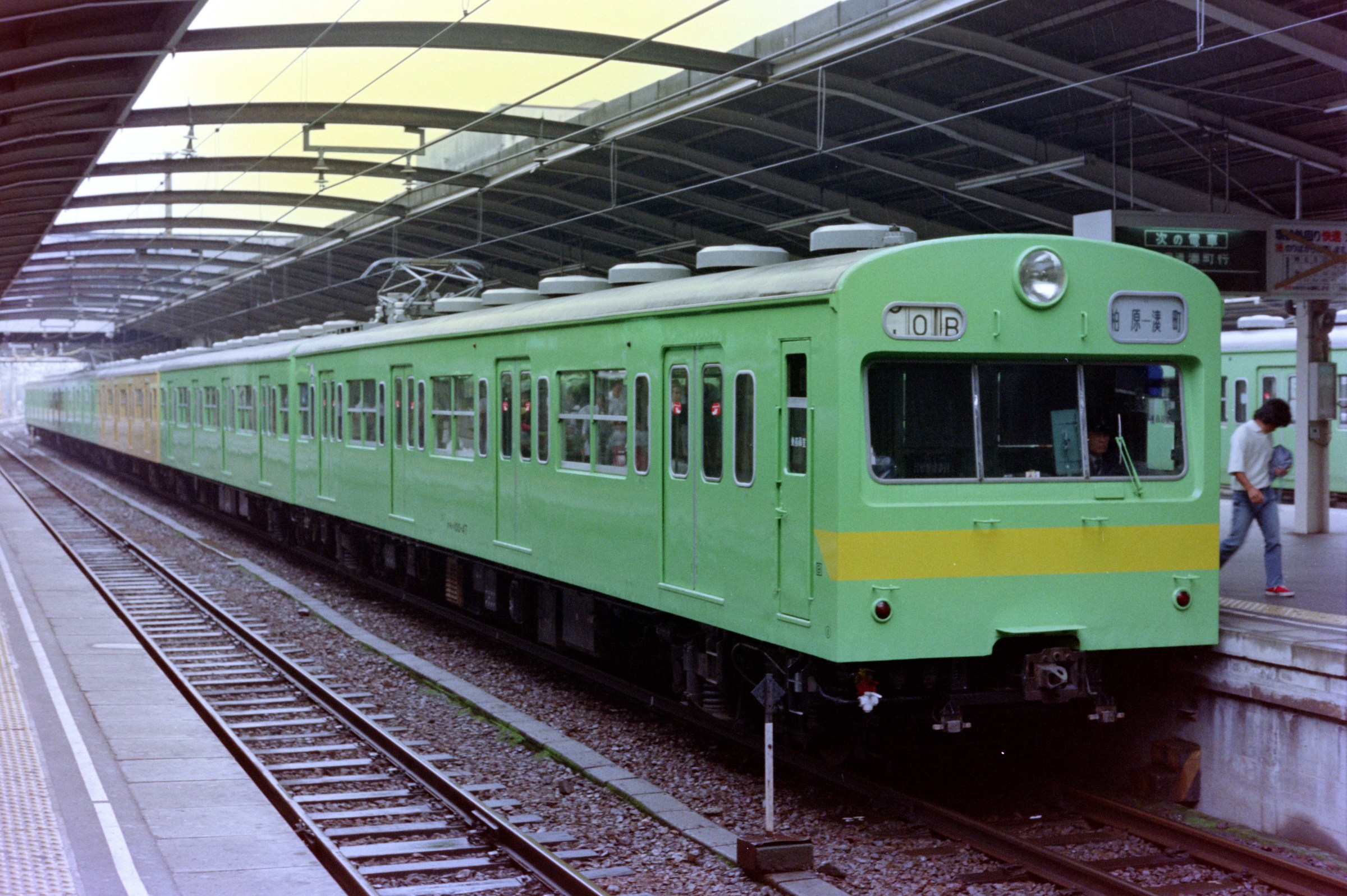
関西本線 101系（1982年9月3日）

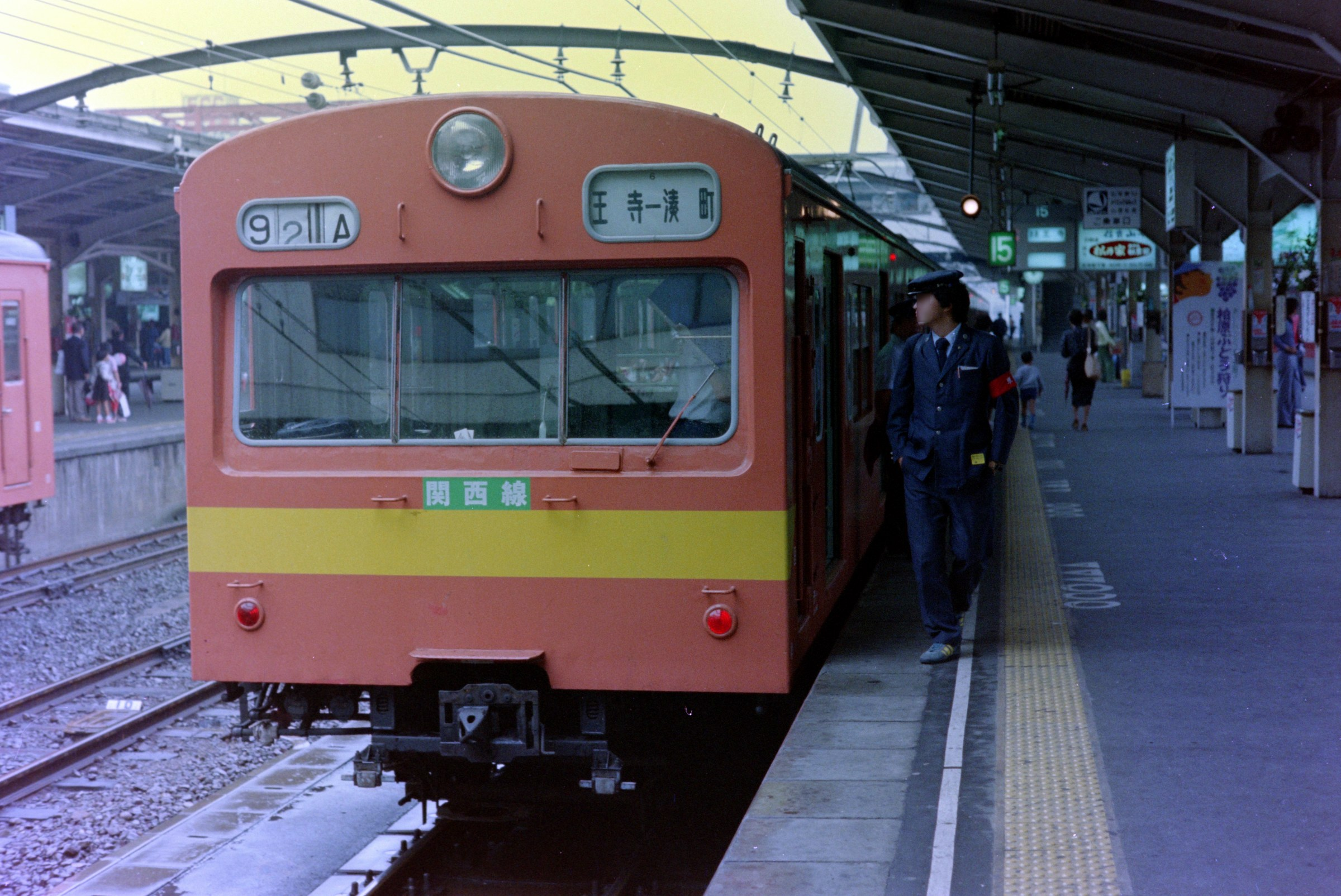
水害対応で関西本線に転入したオレンジバーミンオンの101系

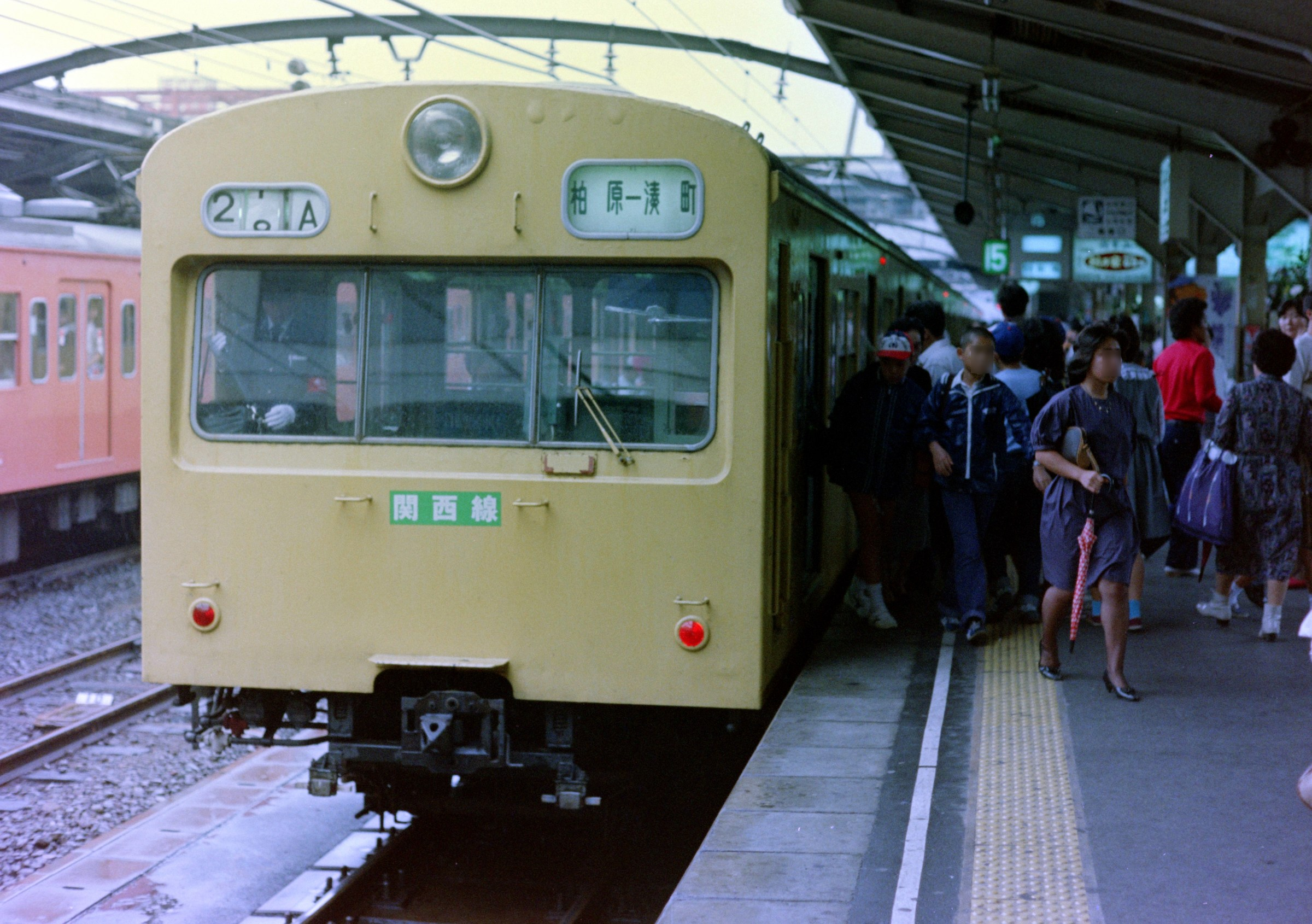
同じく転入したカナリアイエローの101系

1973年に関西本線の湊町 - 奈良間が電化されたのに伴い、普通列車用として101系が大阪環状線や中央線快速からの転入により投入された。塗装は若草山の緑にちなんだウグイス色で、先頭車両正面には警戒色として黄色いラインが入れられた。配置は当初は鳳電車区であったが、1978年の紀勢本線電化に伴って日根野電車区が開設されており、関西本線の電車も日根野電車区へ転属した。
1982年（昭和57年）8月1日から2日にかけての台風10号による大雨で大和川支流の葛下川が氾濫し、王寺駅に留置されていた101系60両と113系40両が床上まで冠水し使用不能となった。被災した101系には初期車が多く、電気機器の冠水による絶縁劣化が発生し、床材が水を吸い膨れ上がる現象が発生したため、復旧不可能として60両全車が廃車となった。代替として首都圏で廃車予定の101系54両が急きょ転用されたほか、片町線で103系投入により余剰となった101系6両も転用され、被災車60両が補充された。113系40両は車齢が浅いため復旧された。
当時は首都圏への201系投入で101系の置き換えが進められており、代替車の確保自体は可能であったが、首都圏と関西圏では保安装置が同じATS-Bでも軌道回路の周波数が50 Hzと60 Hzで異なるため、改造の必要があった。運転に支障する大きな問題点はなかったため、1982年8月7日から9月30日にかけて首都圏の101系54両が転入している。
転入車の塗装は元中央線快速の車両がオレンジ地に前面黄帯入り、元中央・総武緩行線の車両が関西地区には福知山線所属の103系にしか無かった黄色（カナリアイエロー）のまま使用されていた。これらの車両の先頭部および出入口上部には「関西線」と記載されたステッカーを貼っていた。
1983年より東海道・山陽緩行線への201系新製投入で捻出された103系が関西本線に転用されたのに伴い、関西本線の101系は1985年1月に運転を終了した。

#### 片町線

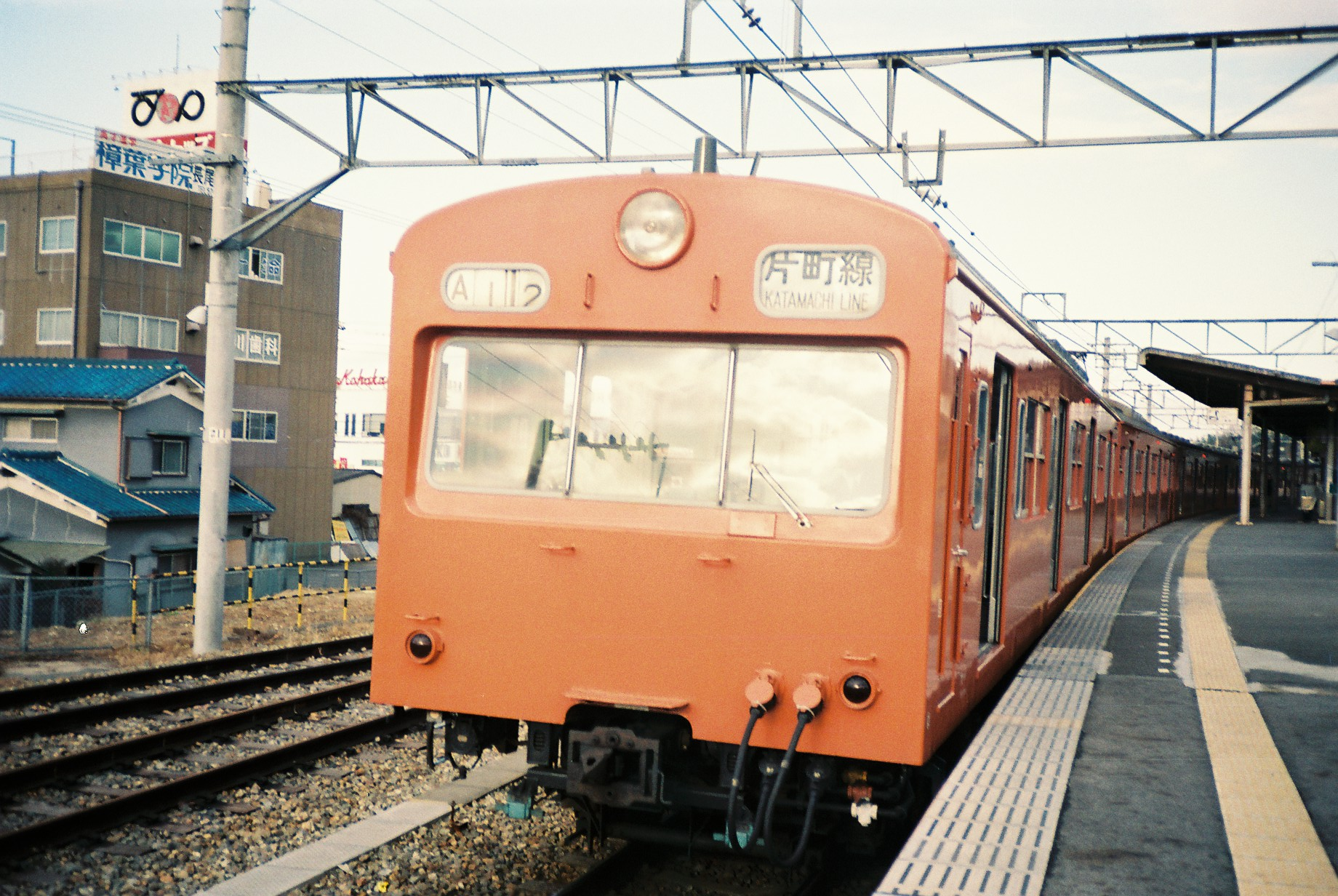
片町線の101系（1986年12月 長尾駅）

片町線には1976年より101系の配置が開始され、翌1977年に101系への統一が完了した。配置は淀川電車区である。1978年には関西の101系で初の冷房化改造車も登場し、その後も103系とともに運用された。JR化後も冷房車主体の2本が残ったが、1989年に森ノ宮電車区へ転出して桜島線へ転用されたため、片町線用の101系は消滅した。

## 譲渡車

### 秩父鉄道

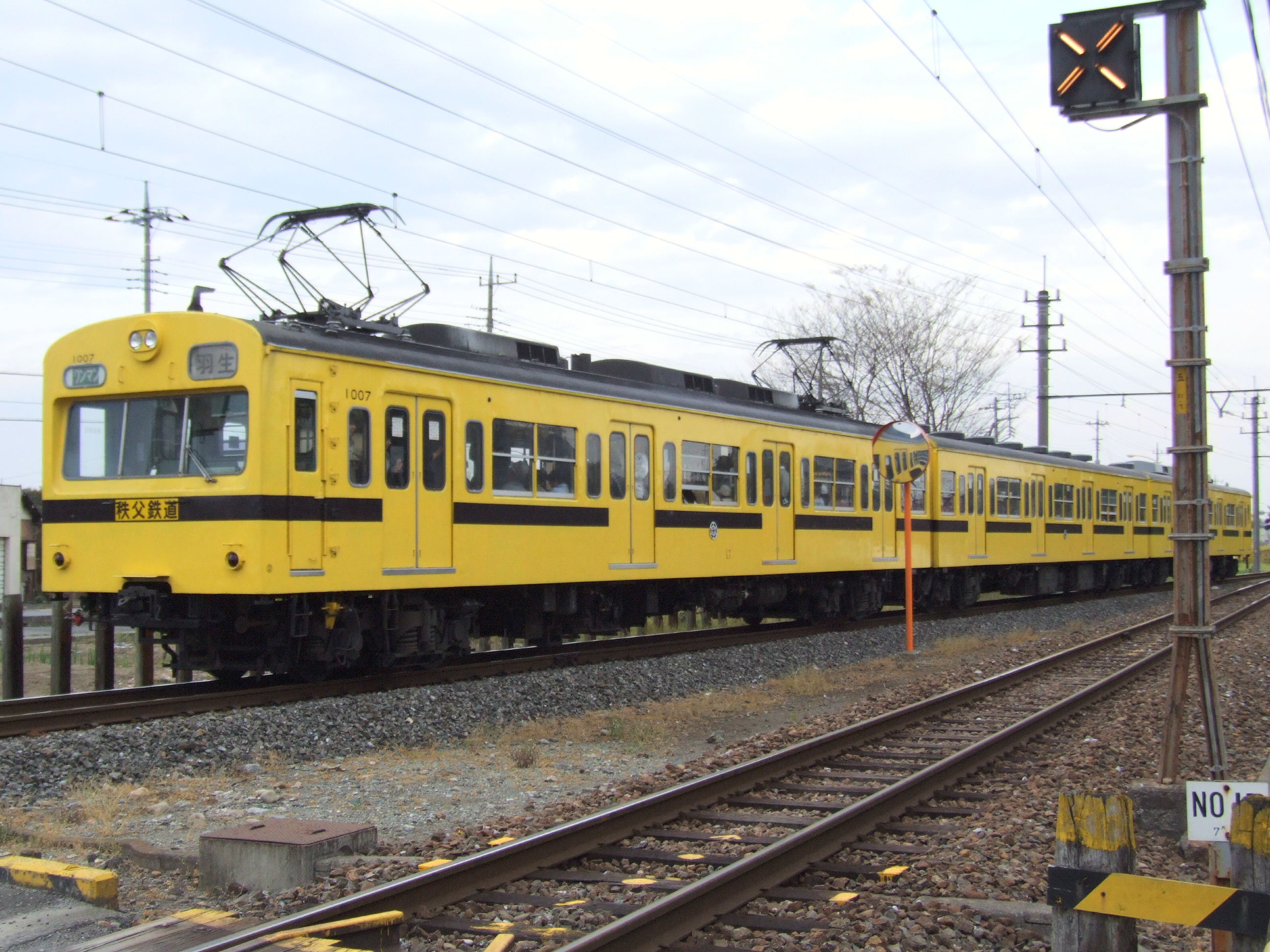
秩父鉄道1000系

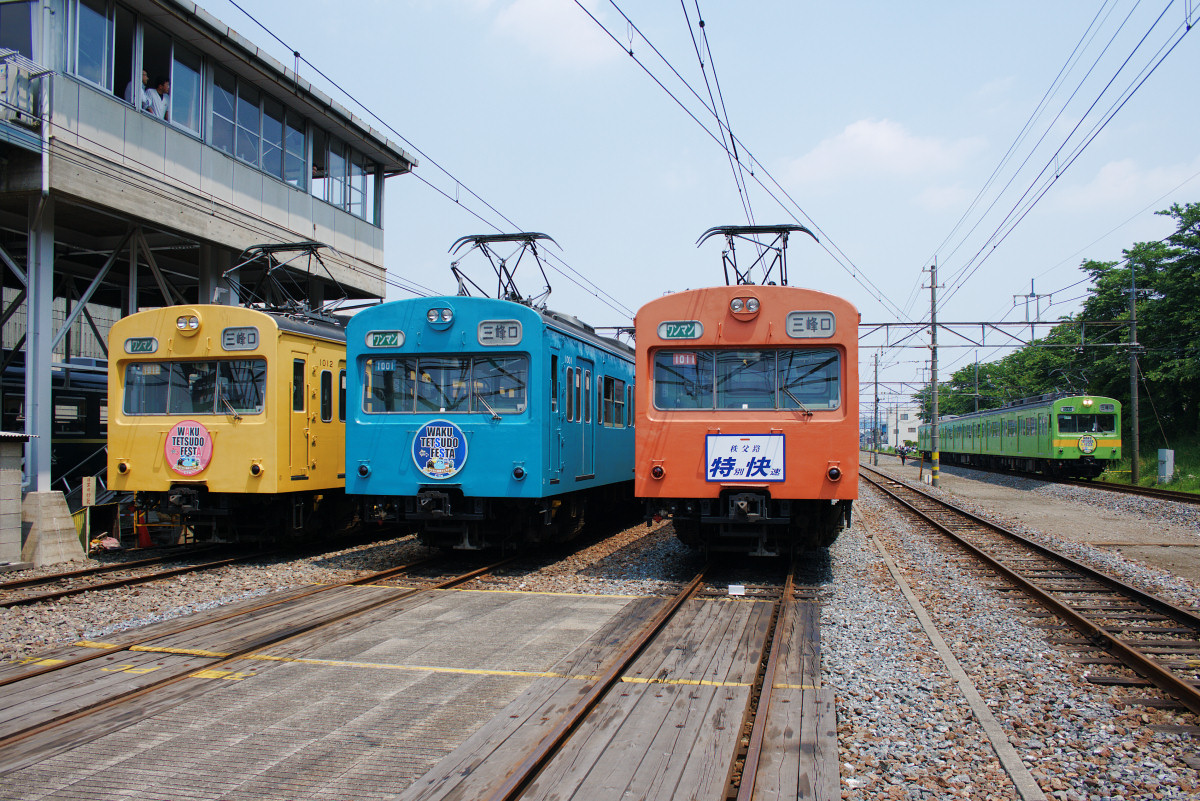
秩父鉄道1000系の国鉄色リバイバル車4塗装
（2008年5月 広瀬川原貨物駅）

埼玉県の羽生 - 三峰口間を走る秩父鉄道に、国鉄時代の1986年から民営化後の1989年（平成元年）にかけて3両編成12本（計36両）が譲渡された。形式は1000系となり、M'cMTc（クモハ100形 - モハ101形 - クハ101形）の編成で譲渡された。
入線当時は黄色に茶帯の塗装に前面に「秩父鉄道」と表記されていた塗装で比較的原型を保っていたが、後のワンマン化を前にクリームを基調として赤と青の帯を施した塗装に変更され、同時にシールドビーム化された。その後、先頭車の冷房化（JR西日本のWAU102形冷房装置に類似したものを採用したが、中間車は非冷房）やパンタグラフの2基搭載化などを経て、2008年（平成20年）までは全車が在籍していた。
2009年（平成21年）2月に7000系の入線により1004F・1006F（1006Fの電動車は元武蔵野線用1000番台で、1000系では唯一モハ90として製造されており、初期形の後部標識灯と乗務員室の仕切り窓の大きいタイプが珍しかった）の2編成が運用を離脱し廃車され、置き換えが開始された。なお、鉄道博物館の開館に合わせて4編成が2007年（平成19年）秋からオレンジバーミリオン・スカイブルー・カナリアイエロー・ウグイス（関西線と同一の警戒帯入りの「若草色」）の4種類の塗装へ順次復元された。
老朽化の進行により、最後まで残存した1003F（オレンジバーミリオン塗装）が2014年3月21 - 23日まで運行された「さよなら貸切列車」に使用されたのを最後に運用を終了。これを最後に本系列の営業運転は全て終了した。3月31日付で全車廃車され廃系列となった。

### 機器などの譲渡
- 愛知環状鉄道が開通にあたって導入した100系電車には、経費削減の観点から主電動機などに本系列の廃車発生品を採用した。
- 豊橋鉄道では、名古屋鉄道5200系電車の車体と国鉄から購入した本系列および111系の走行機器を組み合わせて1900系として導入した。
- 上記のほか、京福電気鉄道福井支社（→えちぜん鉄道）や福井鉄道などが他社から車両を譲り受けた際、台車や電装品を本系列や前述1900系の廃車発生品に交換するなど部品のみの売却・流用事例がある。

## その他

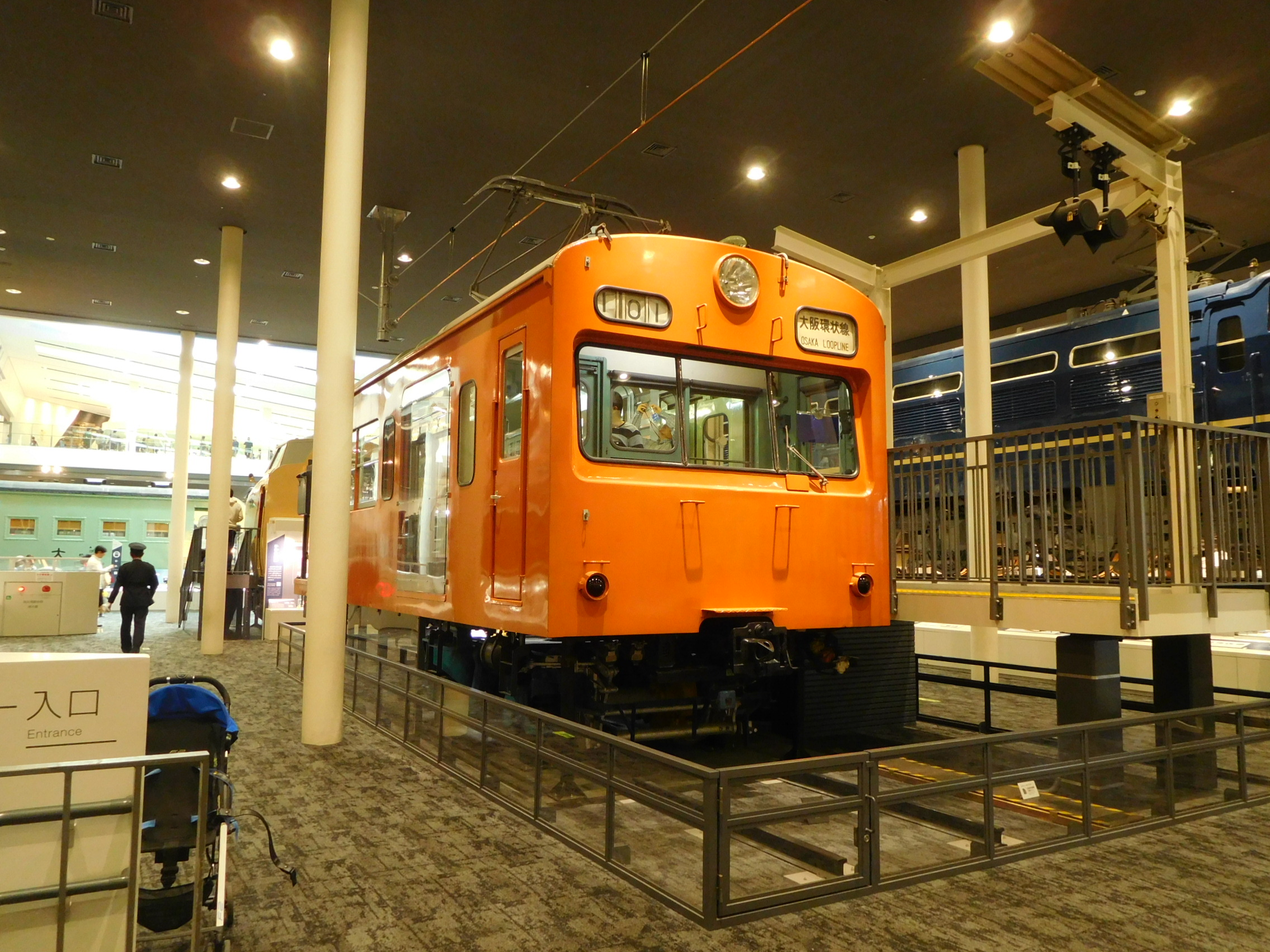
京都鉄道博物館に保存されている101系制御電動車モックアップ

- 廃車になった101系の部品の一部は新製車や改造車に流用されており、クハ104形500番台、クハ118形、クハ120形などには台車が、419系・715系には歯車装置と主幹制御器が流用されている。
- 2006年（平成18年）5月14日に閉館した交通博物館には、101系のドア装置の可動モックアップが展示されていた。その後、2007年7月10日から9月9日まで江戸東京博物館で開催された「大鉄道博覧会」に展示された。現在は鉄道博物館の倉庫に置かれているという目撃情報がXで確認されている。
- 大阪府大阪市の交通科学博物館（2014年4月閉館）には、電車の構造を説明する目的で、101系（クモハ100形）の前面から1つ目の扉部分までのモックアップが、開館から閉館まで展示されていた。その後、2016年4月29日にオープンした京都鉄道博物館に移設展示された。
- 国鉄時代一部の車両には車内チャイムが付いているものも存在した（曲はハイケンスのセレナーデのオリジナルバージョンまたは気動車用の利用）。

## 保存車
- 先述の通り、クモハ101-902が廃車後も大井工場にて保存されていた。その後2007年に鉄道博物館が開業すると展示車両に選定され、現在も同館にて保存されている。なお、その隣の台車を運転できる装置の運転台も101系のものである。
- この他構体は残っていないものの、昭和鉄道高等学校にはクモハ101-143の運転台やドアなどが置かれており、教育実習に使われる。